# Lijst van Stolpersteine in het Brussels Hoofdstedelijk Gewest

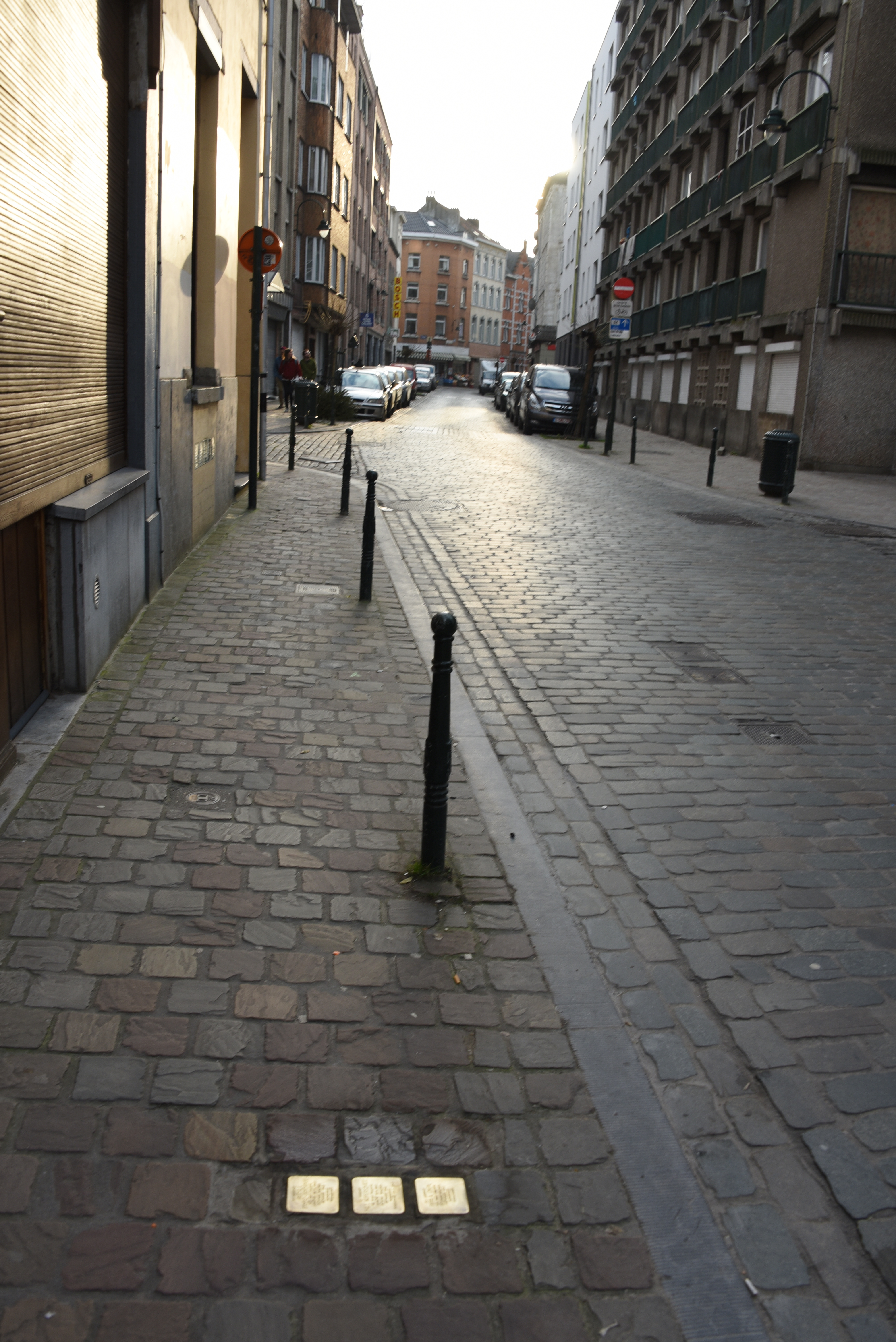
Stolpersteine in Brussel stad

De lijst van Stolpersteine in het Brussels Hoofdstedelijk Gewest geeft een overzicht van de gedenkstenen die sinds mei 2009 zijn geplaatst in steden in het Brussels Hoofdstedelijk Gewest, in het kader van het Stolpersteine-project van de Duitse beeldhouwer-kunstenaar Gunter Demnig. Stolpersteine worden ook wel struikelstenen, gedenkkasseien of pavés de mémoire genoemd. Omdat het Stolpersteine-project doorloopt, kan deze lijst onvolledig zijn.
Voor een overzicht van de Stolpersteine in de andere gewesten, zie de lijst van Stolpersteine in Wallonië en de lijst van Stolpersteine in Vlaanderen.

## Anderlecht
In Anderlecht liggen 39 Stolpersteine op 24 adressen.
| Afbeelding | Inscriptie | Adres                                  | Herdachte persoon |
| ---------- | --- | -------------------------------------- | --- |
|            | ICI HABITAIT DAVID BIBROWSKI NÉ 1919 POLOGNE ARRÊTÉ AOÛT 1942 DÉTENU MALINES DÉPORTÉ 4.8.1942 AUSCHWITZ ASSASSINÉ                                                           | Memlingstraat 39 Anderlecht            | David Bibrowski (1919-1942/45) was militant bij de Brusselse afdeling van de jonge socialistische garde. Na ontvangst van zijn Arbeits Einsatzbefehl meldde hij zich samen met zijn broer Nathan aan in de Kazerne Dossin en werd op 4 augustus 1942 op transport naar Auschwitz gezet.                                       |
|            | ICI HABITAIT NATAN BIBROWSKI NÉ 1925 POLOGNE ARRÊTÉ AOÛT 1942 DÉTENU MALINES DÉPORTÉE 4.8.1942 AUSCHWITZ ASSASSINÉ                                                          | Memlingstraat 39 Anderlecht            | Nathan Bibrowski (1925-1942/45) meldde zich - tezamen met zijn broer David - met zijn Arbeits Einsatzbefehl aan in de Kazerne Dossin en werd op 4 augustus 1942 op transport naar Auschwitz gezet. |
|            | ICI HABITAIT MARCEL DANEELS NÉ 1905 RESISTANT ARRÊTÉ 22.7.1943 FUSILLÉ 6.3.1944 TIR NATIONAL                                                                                | Bergensesteenweg 1115 Anderlecht       | Marcel Daneels (1905–1944) |
|            | ICI HABITAIT RACHEL EHRENRAICH- GOLDBERG NÉE 1903 ARRÊTÉE 25.9.1942 DETENUE MALINES DÉPORTÉE 26.9.1942 AUSCHWITZ ASSASSINÉE                                                 | Sergeant De Bruynestraat 55 Anderlecht | Rachel Ehrenraich-Goldberg (1903-1942/45) |
|            | ICI HABITAIT EDMOND EYCKEN NÉ 1897 RESISTANT ARRÊTÉ 27.9.1942 FUSILLÉ 15.5.1943 TIR NATIONAL                                                                                | Jakob Smitsstraat 85 Anderlecht        | Edmond Eycken (1897-1943) |
|            | ICI HABITAIT SAMY FRAYMAN NÉ 1929 ARRÊTÉ JUILLET 1944 INTERNÉ NAMUR DÉPORTÉ 1944 AUSCHWITZ ASSASSINÉ AOÛT 1944 MAUTHAUSEN                                                   | Jorezstraat 4 Anderlecht               | Samy Frayman werd geboren in 1929. Hij werd aangehouden in juli 1944 en datzelfde jaar gedeporteerd en vermoord. |
|            | ICI HABITAIT MINNA FRIEDMANN- STEINITZ NÉE 1905 POLOGNE ARRÊTÉE 15.10.1942 INTERNÉE MALINES DÉPORTÉE 1942 AUSCHWITZ ASSASSINÉE                                              | Brogniezstraat 172 Anderlecht          | Minna Friedmann-Steinitz (1905–1942/45) |
|            | ICI HABITAIT MAX (SALLY) GOUDSMIT NÉ 1911 SAINT-GILLES RÉSISTANT ARRÊTÉ 7.9.1942 LIÈGE ASSASSINÉ 10.9.1942                                                                  | Itterbeekselaan 289 Anderlecht         | Max (Sally) Goudsmit (1911-1942) |
|            | ICI HABITAIT CAMILLE DE KONINCK NÉ 1905 RESISTANT ARRÊTÉ 23.2.1943 FUSILLÉ 30.9.1943 BREENDONK TIR NATIONAL                                                                 | Lustplein 16 Anderlecht                | Camille de Koninck (1905-1943) |
|            | ICI HABITAIT ARON KUPFERMINC NÉ 1912 POLOGNE ARRÊTÉ 7.4.1943 DÉTENU MALINES DÉPORTE 19.4.1943 AUSCHWITZ RESCAPÉ                                                             | Luitenant Liedelstraat 16 Anderlecht   | Aron Kupferminc (1912-) |
|            | ICI HABITAIT HILDA KUPFERMINC NÉE 1939 ARRÊTÉE 7.4.1943 DÉTENUE MALINES DÉPORTÉE 19.4.1943 AUSCHWITZ ASSASSINÉE                                                             | Luitenant Liedelstraat 16 Anderlecht   | Hilda Kupferminc (1939-1943/45) |
|            | ICI HABITAIT LAJBUS KUPFERMINC NÉ 1889 POLOGNE ARRÊTÉ 7.4.1943 DÉTENU MALINES DÉPORTÉ 19.4.1943 AUSCHWITZ ASSASSINÉ                                                         | Luitenant Liedelstraat 16 Anderlecht   | Lajbus Kupferminc (1889-1943/45) |
|            | ICI HABITAIT SARA KUPFERMINC NÉE 1889 POLOGNE ARRÊTÉE 7.4.1943 DÉTENUE MALINES DÉPORTÉE 19.4.1943 AUSCHWITZ ASSASSINÉE                                                      | Luitenant Liedelstraat 16 Anderlecht   | Sara Kupferminc (1889-1943/45) |
|            | ICI HABITAIT CHAWA LAJA KUPFERMINC- AJZENFISZ NÉE 1914 POLOGNE ARRÊTÉE 7.4.1943 DÉTENUE MALINES DÉPORTÉE 19.4.1943 AUSCHWITZ ASSASSINÉE                                     | Luitenant Liedelstraat 16 Anderlecht   | Chawa Laja Kupferminc-Ajzenfisz (1914-1943/45) |
|            | ICI HABITAIT BERCK LACHMAN NÉ 1890 POLOGNE ARRÊTÉ 5.10.1942 EMPRISONNÉ DÉTENU MALINES 12.4.1943 DÉPORTE 1943 AUSCHWITZ RESCAPÉ                                              | Rossinistraat 56 Anderlecht            | Berck Lachman (1890-) |
|            | ICI HABITAIT DAVID LACHMAN NÉ 1924 ARRÊTÉ 19.4.1944 RESISTANT ARME DÉTENU MALINES DÉPORTÉ 1944 AUSCHWITZ RESCAPÉ                                                            | Rossinistraat 56 Anderlecht            | David Lachman (1924-) |
|            | ICI HABITAIT ICCHOK LACHMAN NÉ 1929 ARRÊTÉ 12.4.1943 DÉTENU MALINES DÉPORTÉ 1943 AUSCHWITZ ASSASSINÉ                                                                        | Rossinistraat 56 Anderlecht            | Icchok Lachman (1929-1943/45) |
|            | ICI HABITAIT ISY (ISIDORE) MENDROWSKI NÉ 1926 ARRÊTÉ 3.8.1942 DÉTENU MALINES DÉPORTÉ 1942 AUSCHWITZ ASSASSINÉ                                                               | Barastraat 25 Anderlecht               | Isidore Mendrowski, genaamd Isy (1926-1942/45) |
|            | ICI HABITAIT MOSIEK NAJMILLER NÉ 1873 ARRÊTÉ 4.9.1942 INTERNÉ MALINES DÉPORTÉ 1942 AUSCHWITZ ASSASSINÉ 14.9.1942                                                            | Brogniezstraat 114 Anderlecht          | Mosiek Najmiller (1873-1942) |
|            | ICI HABITAIT GOLDA NAJMILLER- ROSENBERG NÉE EN 1884 ARRÊTÉE 4.9.1942 INTERNÉE MALINES DÉPORTÉE 1942 AUSCHWITZ ASSASSINÉE 14.9.1942                                          | Brogniezstraat 114 Anderlecht          | Golda Najmiller-Rosenberg (1884-1942) |
|            | ICI HABITAIT SALOMON NYSENHOLC NÉ 1904 POLOGNE ARRÊTÉ 9.9.1942 DÉTENU MALINES DÉPORTÉ 12.9.1942 AUSCHWITZ ASSASSINÉ                                                         | Clémenceaulaan 96 Anderlecht           | Salomon Nysenholc (1904-1942/45) was de vader van Adolphe Nysenholc. |
|            | ICI HABITAIT LEA NYSENHOLC- FRYDMAN NÉE 1909 POLOGNE ARRÊTÉE 9.9.1942 DÉTENUE MALINES DÉPORTÉE 12.9.1942 AUSCHWITZ ASSASSINÉE                                               | Clémenceaulaan 96 Anderlecht           | Lea Nysenholc-Frydman (1909-1942/45) was de moeder van Adolphe Nysenholc. |
|            | ICI HABITAIT ARMAND VAN PRAAG NÉ 1926 ARRÊTÉ 3.9.1943 'AKTION ILTIS' DÉTENU MALINES DÉPORTÉE 20.9.1943 AUSCHWITZ ASSASSINÉ                                                  | Rossinistraat 41 Anderlecht            | Armand van Praag (1926-1943/45) |
|            | ICI HABITAIT HERMAN VAN PRAAG NE 1879 PAYS BAS ARRÊTE 17.9.1942 DÉTENU MALINES DÉPORTE 26.9.1942 AUSCHWITZ ASSASSINE                                                        | George Moreaustraat 51 Anderlecht      | Herman van Praag (1879-1942/45) |
|            | ICI HABITAIT MAURICE VAN PRAAG NE 1902 ARRÊTE 3.9.1943 'AKTION ILTIS' DÉTENU MALINES DÉPORTE 20.9.1943 AUSCHWITZ ASSASSINE                                                  | Rossinistraat 41 Anderlecht            | Maurice van Praag (1902-1943/45) |
|            | ICI HABITAIT HENRIETTE VAN PRAAG-EBERS NÉE 1879 ARRÊTÉE 17.9.1942 DÉTENUE MALINES DÉPORTÉE 26.9.1942 AUSCHWITZ ASSASSINÉE                                                   | George Moreaustraat 51 Anderlecht      | Henriette van Praag-Ebers (1879-1942/45) |
|            | ICI HABITAIT FLORA VAN PRAAG-EFIRA NÉE 1906 ARRÊTÉE 3.9.1943 'AKTION ILTIS' DÉTENUE MALINES DÉPORTÉE 20.9.1943 AUSCHWITZ ASSASSINÉE                                         | Rossinistraat 41 Anderlecht            | Flora van Praag-Efira (1906-1943/45) |
|            | ICI HABITAIT EUGÈNE PREDOM NÉ 1915 RÉSISTANT ARRÊTÉ 18.11.1942 FUSILLÉ 13.1.1943 BREENDONK TIR NATIONAL                                                                     | Barastraat 216 Anderlecht              | Eugène Predom (1915-1943) Résistant communiste, arrêté chez lui et interné à Saint-Gilles. Dénoncé à la Gestapo par le commissaire-adjoint Stappaert de la police d'Anderlecht, il est transféré à Breendonk où il est fusillé avec d'autres otages. Inhumé dans l'Enclos des fusillés de l'ancien Tir national à Schaerbeek. |
|            | ICI HABITAIT JEAN PRUIN NÉ 1909 RESISTANT ARRÊTÉ 19.9.1943 FUSILLÉ 30.11.1943 BREENDONK TIR NATIONAL                                                                        | Bizetplein 47 Anderlecht               | Jean Pruin (1909-1943) |
|            | ICI HABITAIT SAMUEL ROSEN NÉ 1909 ALLEMAGNE RÉSISTANT ARRÊTÉ 24.4.1944 DÉTENU MALINES DÉPORTÉ 19.5.1944 AUSCHWITZ MARCHE DE LA MORT FLOSSENBÜRG, DACHAU ASSASSINÉ 18.4.1945 | Rossinistraat 8 Anderlecht             | Samuel Rosen (1909-1945) |
|            | ICI HABITAIT FISZEL ROSINSKI NÉ 1906 ARRÊTÉ 9.2.1944 INTERNÉ MALINES DÉPORTÉ 1944 AUSCHWITZ ASSASSINÉ SEPT. 1944                                                            | Clémenceaulaan 93 Anderlecht           | Fiszel Rosinski (1906-1944) |
|            | ICI HABITAIT DOUNIA SADOWSKI NÉE 1920 MOLENBEEK ARRÊTÉE 14.12.1943 DETENUE MALINES LIBERÉE 14.2.1944 SUITE INITIATIVE REINE ÈLISABETH                                       | Dr. De Meersmanstraat 45 Anderlecht    | Dounia Sadowski (1920-) |
|            | ICI HABITAIT JOSEPH SADOWSKI NÉ 1892 RUSSIE ARRÊTÉ 22.6.1944 DÉTENU MALINES DÉPORTÉ 1944 AUSCHWITZ DACHAU ASSASSINÉ 3.5.1945                                                | Dr. De Meersmanstraat 45 Anderlecht    | Joseph Sadowski (1892-1945) |
|            | ICI HABITAIT IDA BRAWERMAN NÉE 1898 RUSSIE RÉSISTANTE ARRÊTÉE 22.6.1944 DÉTENUE MALINES DÉPORTÉE 1944 AUSCHWITZ BERGEN-BELSEN RAVENSBRUCK ASSASSINÉE                        | Dr. De Meersmanstraat 45 Anderlecht    | Ida Sadowski-Brawerman (1898-1944/45) |
|            | ICI HABITAIT BEREK SWIATLOWSKI NÉ 1905 ARRÊTÉ 12.9.1942 INTERNÉ MALINES DÉPORTÉ 15.9.1942 AUSCHWITZ ASSASSINÉ 25.2.1943                                                     | Jorezstraat 47 Anderlecht              | Berek Swiatlowski (1905-1943) |
|            | ICI HABITAIT WOLF SWIERCZYNSKI NÉ 1913 ARRÊTÉ 15.8.1942 DÉTENU MALINES DÉPORTÉ 18.8.1942 AUSCHWITZ ASSASSINÉ 21.10.1942                                                     | Herzieningslaan 28 Anderlecht          | Wolf Swierczynski (1913-1942) |
|            | ICI HABITAIT PESAH SWIATLOWSKI- KORONCZYK NÉE 1913 ARRÊTÉE 12.9.1942 INTERNÉE MALINES DÉPORTÉE 15.9.1942 ASSASSINÉE À AUSCHWITZ                                             | Jorezstraat 47 Anderlecht              | Pesah Swiatlowski-Koronczyk (1913-1942/45) |
|            | ICI HABITAIT TOBA WAJSBORT- LEWENKRON NÉE 1905 POLOGNE ARRÊTÉE 5.5.1943 INTERNÉE MALINES DÉPORTÉE 1943 AUSCHWITZ ASSASSINÉE                                                 | Rue Auguste Gevaert 32 Anderlecht      | Toba Wajsbort-Lewenkron (1908-1945) |
|            | ICI HABITAIT BEREK ZALCBERG NÉ 1910 ARRÊTÉ 31.7.1942 DÉTENU MALINES DÉPORTÉ 26.9.1942 AUSCHWITZ BUCHENWALD DÉCÉDÉ 10.5.1945 DACHAU HÔPITAL AMÉRICAIN                        | Ruysdaelstraat 17 Anderlecht           | Berek Zalcberg (1910-1945) |

- 13 mei 2009: Jorezstraat 47
- 3 augustus 2010: Clémenceaulaan 93, Jorezstraat 4[5]
- 20 juli 2011: Clémenceaulaan 96,[6] Itterbeekselaan 289,[7] Memlingstraat 39[8]
- 24 juni 2012: Sergeant De Bruynestraat 55
- 23 oktober 2013: Herzieningslaan 28, Ruysdaelstraat 17
- 30 oktober 2014: Rossinistraat 56 (David en Icchok Lachman)[9]
- 3 november 2015: Rossinistraat 8,[10] Rossinistraat 56 (Berck Lachman))[11][10]
- 11 februari 2018: George Moreaustraat 51, Rossinistraat 41
- 8 november 2018: Barastraat 216, Bergensesteenweg 1115, Bizetplein 47, Jakob Smitsstraat 85, Lustplein 16[12]
- 17 oktober 2019: Dr. De Meersmanstraat 45[13]
- 19 novembre 2021: Barastraat 25
- onbekend: Brogniezstraat 114

## Brussel Stad
In Brussel Stad werden meer dan 250 Stolpersteine geplaatst.

### Pentagon
| Afbeelding | Inscriptie | Adres                                                 | Biografie |
| ---------- | --- | ----------------------------------------------------- | --- |
|            | ICI HABITAIT SZYJE ABRAMOWICZ NÉ 1879 POLOGNE ARRÊTÉ 31.10.1942 DÉTENU MALINES DÉPORTÉ 1942 AUSCHWITZ ASSASSINÉ                                                                           | Bogaardenstraat 48 Pentagon                           | Szyje Abramowicz (1879–1942/45) |
|            | ICI HABITAIT ESTERA ABRAMOWICZ ROZENWAJN NÉE 1880 POLOGNE ARRÊTÉE 31.10.1942 DÉTENUE MALINES DÉPORTÉE 1942 AUSCHWITZ ASSASSINÉE                                                           | Bogaardenstraat 48 Pentagon                           | Estera Abramowicz Rozenwajn (1880–1942/45) |
|            | ICI HABITAIT DAVID BACHNER NE 1893 POLOGNE TRAVAIL FORCE FRANCE ORGANISATION TODT DENTENU MALINES DEPORTE 27.10.1942 AUSCHWITZ ASSASSINE                                                  | Huidevettersstraat 187 Pentagon                       | David Bachner (1893–1942/45) |
|            | ICI HABITAIT ALBERT DE BADRIHAYE NÉ 1903 RESISTANT ARRÊTÉ 12.8.1943 FUSILLÉ 26.2.1944 TIR NATIONAL                                                                                        | Groot Eilandstraat 70 Pentagon                        | Albert de Badrihaye (1903–1944) |
|            | ICI HABITAIT GEDALIA BERENBAUM NÉ 1893 POLOGNE ARRÊTÉ 2.9.1942 INTERNÉ MALINES DÉPORTÉ 1942 AUSCHWITZ ASSASSINÉ                                                                           | Huidevettersstraat 77 Pentagon                        | Gedalia Berenbaum (1893–1942/45) |
|            | ICI HABITAIT MAURICE ISIDORE BERENBAUM NÉ 1925 ARRÊTÉ 3./4.9.1942 INTERNÉ MALINES DÉPORTÉ 1942 AUSCHWITZ ASSASSINÉ                                                                        | Huidevettersstraat 77 Pentagon                        | Maurice Isidore Berenbaum (1925–1942/45) |
|            | ICI HABITAIT MAX BERENBAUM NÉ 1939 ARRÊTÉ 3./4.9.1942 INTERNÉ MALINES DÉPORTÉ 1942 AUSCHWITZ ASSASSINÉ                                                                                    | Huidevettersstraat 77 Pentagon                        | Max Berenbaum (1939–1942/45) |
|            | ICI HABITAIT GINDA BERENBAUM- APELBAUM NÉE 1900 POLOGNE ARRÊTÉE 3./4.9.1942 INTERNÉE MALINES DÉPORTÉE 1942 AUSCHWITZ ASSASSINÉE                                                           | Huidevettersstraat 77 Pentagon                        | Ginda Berenbaum-Apelbaum (1900–1942/45) |
|            | ICI HABITAIT CHONON BERKOWITSCH NÉ 1914 ALLEMAGNE TRAVAIL FORCE FRANCE ORGANISATION TODT DÉTENU MALINES DÉPORTÉ 27.10.1942 AUSCHWITZ ASSASSINÉ                                            | Huidevettersstraat 64 Pentagon                        | Chonon Berkowitsch (1914–1942/45) |
|            | ICI HABITAIT BENJAMIN BIBERSZTEJN NÉ 1900 POLOGNE ARRÊTÉ MAI 1942 TRAVAIL FORCÉ 1942 MUR ATLANTIQUE DÉTENU MALINES 31.10.1942 DÉPORTÉ 31.10.1942 ÉVADÉ CONVOI XVI                         | Hoogstraat 47 Pentagon                                | Benjamin Bibersztejn (1900–1942/45) |
|            | ICI HABITAIT GASTON BIDOUL NÉ 1892 RESISTANT ARRÊTÉ 6.2.1943 FUSILLÉ 20.10.1943 TIR NATIONAL                                                                                              | Rijkeklarenstraat 9 Pentagon                          | Gaston Bidoul (1892-1943) |
|            | ICI HABITAIT ANNA BILDCHAUER NÉE 1939 ARRÊTÉE 21.10.1942 INTERNÉE MALINES DÉPORTÉE 1942 AUSCHWITZ ASSASSINÉE                                                                              | Huidevettersstraat 35 Pentagon                        | Anna Bildchauer (1939-1942/45) |
|            | ICI HABITAIT KOPEL BILDCHAUER NÉ 1915 POLOGNE ARRÊTÉ 29.12.1942 INTERNÉ MALINES DÉPORTÉ 1943 AUSCHWITZ ASSASSINÉ                                                                          | Huidevettersstraat 35 Pentagon                        | Kopel Bildchauer (1915-1943/45) |
|            | ICI HABITAIT ROBERT BILDCHAUER NÉ 1938 ARRÊTÉ 10.1.1943 DÉTENU MALINES DÉPORTÉ 1943 AUSCHWITZ ASSASSINÉ                                                                                   | Huidevettersstraat 35 Pentagon                        | Robert Bildchauer (1938-1943/45) |
|            | ICI HABITAIT FEJGA-RACHEL BILDCHAUER- BIBERSZTEJN NÉE 1910 POLOGNE ARRÊTÉE 21.10.1942 INTERNÉE MALINES DÉPORTÉE 1942 AUSCHWITZ ASSASSINÉE                                                 | Huidevettersstraat 35 Pentagon                        | Fejga-Rachel Bildchauer-Bibersztejn (1910-1942/45) |
|            | ICI HABITAIT BERTA BLUWSTEIN NÉE 1899 POLOGNE ARRÊTÉE 6.11.1943 DETENUE MALINES DÉPORTÉE 4.4.1944 AUSCHWITZ ASSASSINÉE                                                                    | Huidevettersstraat 134 Pentagon                       | Berta Bluwstein-Gorbitz (1938-1943/45) |
|            | ICI HABITAIT MAKS BOHM NÉ 1922 ALLEMAGNE DÉTENU MALINES DÉPORTÉ 19.4.1943 ÉVADÉ - REPRIS DÉPORTÉ 31.7.1943 AUSCHWITZ ASSASSINÉ                                                            | Huidevettersstraat 112 Pentagon                       | Maks Bohm (1922-1943/45) |
|            | ICI HABITAIT CHAIM BOKSENBAUM NÉ 1901 POLOGNE DÉTENU MALINES DÉPORTÉ 10.10.1942 AUSCHWITZ ASSASSINÉ                                                                                       | Huidevettersstraat 89 Pentagon                        | Chaim Boksenbaum (1901-1942/45) |
|            | ICI HABITAIT ANNA BORNSTEIN NÉE 1920 ALLEMAGNE ARRÊTÉE 29.7.1942 DÉTENUE MALINES DÉPORTÉE 1942 AUSCHWITZ ASSASSINÉE                                                                       | Hoogstraat 173 Pentagon                               | Anna Bornstein (1920-1942/45) |
|            | ICI HABITAIT ELLA BORNSTEIN NÉE 1922 ALLEMAGNE ARRÊTÉE 29.7.1942 DÉTENUE MALINES DÉPORTÉE 1942 AUSCHWITZ ASSASSINÉE                                                                       | Hoogstraat 173 Pentagon                               | Ella Bornstein (1922-1942/45) |
|            | ICI HABITAIT BENJAMIN BORNSZTAJN NÉ 1894 POLOGNE ARRÊTÉ 10.5.1944 DÉTENU MALINES DÉPORTÉ 19.5.1944 AUSCHWITZ ASSASSINÉ                                                                    | Villersstraat 29 Pentagon                             | Benjamin Bornsztajn (1894-1944/45) |
|            | ICI HABITAIT SAWA BORNSZTAJN- MARZECKA NÉE 1902 RUSSIE ARRÊTÉE 10.5.1944 DÉTENUE MALINES DÉPORTÉE 19.5.1944 AUSCHWITZ ASSASSINÉE                                                          | Villersstraat 29 Pentagon                             | Sawa Bornsztajn-Marzecka (1902-1942/45) |
|            | ICI HABITAIT EDOUARD BROWAEYS NÉ 1907 RESISTANT ARRÊTÉ 26.5.1943 FUSILLÉ 18.1.1944 TIR NATIONAL                                                                                           | Onze-Lieve-Vrouw van Gratiestraat 22 Pentagon         | Edouard Browaeys (1907-1944) |
|            | ICI HABITAIT RUCHLA BUTERSZNIK NÉE 1883 ARRÊTÉE DETENUE MALINES 20.10.1942 DÉPORTÉE 24.10.1942 AUSCHWITZ ASSASSINÉE                                                                       | Lombardstraat 53 Pentagon                             | Ruchla Butersznik (1883-1942/45) |
|            | ICI HABITAIT MAX CHAIMOWITSCH NÉ 1910 CONVOQUÉ ET ARRÊTÉ 2.8.1942 DÉTENU MALINES DÉPORTÉ 4.8.1942 AUSCHWITZ ASSASSINÉ 5.8.1942                                                            | Blaesstraat 145 Pentagon                              | Max Chaimowitsch (1910-1942) |
|            | ICI HABITAIT TANCHEN NUCHEM CHAIMOWITSCH NÉ 1882 ARRÊTÉ 4.9.1942 DÉTENU MALINES DÉPORTÉ 8.9.1942 AUSCHWITZ ASSASSINÉ 10.9.1942                                                            | Blaesstraat 145 Pentagon                              | Tanchen Nuchem Chaimowitsch (1882-1942) |
|            | ICI HABITAIT PERLA CHARENZOWSKA NÉE 1897 POLOGNE ARRÊTÉ NOV.1942 DÉTENUE MALINES DÉPORTÉE 1943 AUSCHWITZ ASSASSINÉE                                                                       | Hoogstraat 173 Pentagon                               | Perla Charenzowska (1897-1943/45) |
|            | ICI HABITAIT CHAJA CHOJNOROWSKA NÉE 1901 POLOGNE DÉTENUE ÉTÉ 1942 MALINES DÉPORTÉE 18.8.1942 AUSCHWITZ ASSASSINÉE                                                                         | Huidevettersstraat 155 Pentagon                       | Chaja Chojnorowska (1901-1942/45) |
|            | ICI HABITAIT PERLA CIAPA NÉE 1900 POLOGNE DÉTENUE MALINES DÉPORTÉE 1942 AUSCHWITZ ASSASSINÉE                                                                                              | Huidevettersstraat 92 Pentagon                        | Perla Ciapa (1900-1942/45) |
|            | ICI HABITAIT ALBERT CYGLER NÉ 1924 POLOGNE ARRÊTÉ 18.8.1942 DÉTENU MALINES DÉPORTÉ 25.8.1942 ASSASSINÉ AUSCHWITZ                                                                          | Accolaystraat 11 Pentagon                             | Albert Cygler (1924-1942/45) |
|            | ICI HABITAIT LÉON CYGLER NÉ 1930 ARRÊTÉ 18.8.1942 DÉTENU MALINES DÉPORTÉ 25.8.1942 ASSASSINÉ AUSCHWITZ                                                                                    | Accolaystraat 11 Pentagon                             | Léon Cygler (1930-1942/45) |
|            | ICI HABITAIT MAURICE CYGLER NÉ 1903 POLOGNE TRAVAILLEUR ÉTÉ 1942 ORGANISATION TODT DÉTENU MALINES 27.10.1942 DÉPORTÉ 31.10.1942 ASSASSINÉ AUSCHWITZ                                       | Accolaystraat 11 Pentagon                             | Maurice Cygler (1903-1942/45) |
|            | ICI HABITAIT RACHEL CYGLER- WULDSZTAT NÉE 1901 POLOGNE ARRÊTÉE 18.8.1942 DÉTENUE MALINES DÉPORTÉE 25.8.1942 ASSASSINÉE AUSCHWITZ                                                          | Accolaystraat 11 Pentagon                             | Rachel Cygler-Wulfsztat (1901-1942/45) |
|            | ICI HABITAIT ABRAHAM (ALBERT) CYMBERKNOPF NÉ 1922 PARTISAN ARMÉ ABATTU HOEILAART 1943 | Reebokstraat 16 Pentagon                              | Abraham (Albert) Cymberknopf werd geboren in 1922. |
|            | ICI HABITAIT ICEK CYMBERKNOPF NÉ 1893 ARRÊTÉ 1942 DÉTENU SAINT-GILLES DÉTENU MALINES DÉPORTÉ 25.8.1942 AUSCHWITZ ASSASSINÉ                                                                | Reebokstraat 16 Pentagon                              | Icek Cymberknopf werd geboren in 1893. Hij werd aangehouden in 1942 en vanuit Kazerne Dossin gedeporteerd op 25 augustus 1942. Hij was een van de 996 personen die deel uitmaakten van Konvooi V. Hij werd in Auschwitz vermoord.                                                  |
|            | ICI HABITAIT SALOMON DELEEUW NÉ 1882 ARRÊTÉ 4.9.1943 INTERNÉ MALINES DÉPORTÉ 1943 AUSCHWITZ ASSASSINÉ                                                                                     | Place Sainte Catherine Pentagon                       | Salomon Deleeuw (1882–1943/45) |
|            | ICI HABITAIT MARIANNE DELEEUW-LEVIE NÉE 1895 ARRÊTÉE 4.9.1943 INTERNÉE MALINES DÉPORTÉE 1943 AUSCHWITZ ASSASSINÉE                                                                         | Place Sainte Catherine Pentagon                       | Marianne Deleeuw-Levie (1895–1943/45) |
|            | ICI HABITAIT THÉODORE DENIS NÉ 1884 RESISTANT ARRESTÉ 19.3.1943 FUSILLÉ 17.9.1943 TIR NATIONAL                                                                                            | Accolaystraat 40 Pentagon                             | Théodore Denis (1884—1943) |
|            | ICI HABITAIT JOSEPH DESCHAMPS NÉ 1914 RESISTANT ARRÊTÉ 26.9.1942 BREENDONK FUSILLÉ 13.1.1943 TIR NATIONAL                                                                                 | Antoine Dansaertstraat 15 Pentagon                    | Joseph Deschamps (1914-1943) |
|            | ICI HABITAIT JACQUES DRABBE NÉ 1914 RESISTANT ARRÊTÉ 8.7.1943 BREENDONK FUSILLÉ 6.3.1944 TIR NATIONAL                                                                                     | Jagersstraat 9 Pentagon                               | Jacques Drabbe (1914-1944) |
|            | ICI HABITAIT RACHEL DUPUIS-ROMACKI NÉE 1923 DÉTENUE MALINES DÉPORTÉE 31.7.1943 ASSASSINÉE                                                                                                 | Huidevettersstraat 161 Pentagon                       | Rachel Dupuis-Romacki (1923-1943/45) |
|            | ICI HABITAIT CLAIRE DUYSBURGH NÉE 1899 RÉSISTANTE ARRÊTÉE 12.3.1943 DÉTENUE SAINT-GILLES PRISONS ALLEMANDES CONDAMNÉE A MORT RESCAPÉE                                                     | Regentschapsstraat 51 Pentagon                        | Claire Duysburgh was een Belgisch feministe en verzetslid tijdens WOII. |
|            | ICI HABITAIT BERNHARD EHRLICH NÉ 1899 POLOGNE ARRÊTÉ 18.11.1942 DÉTENU MALINES DÉPORTÉ 15.1.1943 AUSCHWITZ ASSASSINÉ                                                                      | Huidevettersstraat 92 Pentagon                        | Bernhard Ehrlich (1899-1943/45) |
|            | ICI HABITAIT IZAAK EHRLICH NÉ 1920 POLOGNE ARRÊTÉ 2.6.1943 DÉTENU MALINES DÉPORTÉ 31.7.1943 AUSCHWITZ ASSASSINÉ                                                                           | Huidevettersstraat 92 Pentagon                        | Izaak Ehrlich (1920-1943/45) |
|            | ICI HABITAIT JACOB EHRLICH NÉ 1922 POLOGNE ARRÊTÉ 2.6.1943 DÉTENU MALINES DÉPORTÉ 31.7.1943 AUSCHWITZ ASSASSINÉ                                                                           | Huidevettersstraat 92 Pentagon                        | Jacob Ehrlich (1922-1943/45) |
|            | ICI HABITAIT LEIB EHRLICH NÉ 1893 POLOGNE ARRÊTÉ 2.6.1943 DÉTENU MALINES DÉPORTÉ 31.7.1943 AUSCHWITZ ASSASSINÉ                                                                            | Huidevettersstraat 92 Pentagon                        | Leib Ehrlich (1893-1943/45) |
|            | ICI HABITAIT USHER EHRLICH NÉ 1926 POLOGNE ARRÊTÉ 2.6.1943 DÉPORTÉ 31.7.1943 AUSCHWITZ ASSASSINÉ                                                                                          | Huidevettersstraat 92 Pentagon                        | Usher Ehrlich (1926-1943/45) |
|            | ICI HABITAIT LEA EHRLICH-PELZ NÉE 1902 POLOGNE ARRÊTÉE 18.11.1942 DÉTENUE MALINES DÉPORTÉE 15.1.1943 AUSCHWITZ ASSASSINEE                                                                 | Huidevettersstraat 92 Pentagon                        | Lea Ehrlich-Pelz (1902-1943/45) |
|            | ICI HABITAIT IDA EISENSTAB NÉE 1926 FRANCE ARRÊTÉE 11.8.1942 DÉTENUE MALINES DÉPORTÉE 15.8.1942 AUSCHWITZ ASSASSINÉE                                                                      | Huidevettersstraat 94 Pentagon                        | Ida Eisenstab (1926-1942/45) |
|            | ICI HABITAIT LOUIS EISENSTAB NÉ 1930 ARRÊTÉ 16.3.1943 DÉTENU MALINES DÉPORTÉ 19.4.1943 AUSCHWITZ ASSASSINÉ                                                                                | Huidevettersstraat 94 Pentagon                        | Louis Eisenstab (1930-1943/45) |
|            | ICI HABITAIT SZLAMA EISENSTAB NÉ 1927 FRANCE DÉTENU MALINES DÉPORTÉ 18.8.1942 AUSCHWITZ ASSASSINÉ                                                                                         | Huidevettersstraat 94 Pentagon                        | Szlama Eisenstab (1927-1942/45) |
|            | ICI HABITAIT MIRLA EISENSTAB-ZALC NÉE 1905 POLOGNE ARRÊTÉE 18.11.1942 DÉTENUE MALINES DÉPORTÉE 15.1.1943 AUSCHWITZ ASSASSINÉE                                                             | Huidevettersstraat 94 Pentagon                        | Mirla Eisenstab-Zalc (1905-1943/45) |
|            | ICI HABITAIT BELLA ELGARTEN NÉE 1924 POLOGNE ARRÊTÉE JUILLET 1942 INTERNÉE MALINES DÉPORTÉE 4.8.1942 AUSCHWITZ ASSASSINÉE                                                                 | Hoogstraat 69 Pentagon                                | Bella (Betty) Elgarten (1924-1942/45) |
|            | ICI HABITAIT HERSRON ELGARTEN NÉ 1895 POLOGNE ARRÊTÉ 28.6.1942 TRAVAIL FORCÉ FRANCE INTERNÉ MALINES ÉVADÉ CONVOI 16 ÉVADÉ CONVOI 18 RESCAPE                                               | Hoogstraat 69 Pentagon                                | Hersron Elgarten (1895-) |
|            | ICI HABITAIT MOÏSE (MAURICE) ESKENAZI NÉ 1907 GRÈCE ARRÊTÉ 19.8.1943 INTERNÉ MALINES DÉPORTÉ 20.9.1943 AUSCHWITZ-BIRKENAU VARSOVIE, MÜHLDAU, DACHAU LIBÉRÉ 1.3.1945                       | Hoogstraat 69 Pentagon                                | Moïse (Maurice) Eskenazi (1907-) |
|            | ICI HABITAIT CHAJE FIDLER NÉE 1922 ARRÊTÉE 3.9.1943 DÉTENUE MALINES DÉPORTÉE 1943 AUSCHWITZ ASSASSINÉE                                                                                    | Zuidlaan 59 Pentagon                                  | Chaje Fidler (1922-1943/45) |
|            | ICI HABITAIT PHILIPPE FISCHER NÉ 1938 ARRÊTÉ 16.8.1943 DÉTENU MALINES DÉPORTÉ 1943 AUSCHWITZ ASSASSINÉ                                                                                    | Meerstraat 46 Pentagon                                | Philippe Fischer (1938-1943/45) |
|            | ICI HABITAIT WILLY FISCHER NÉ 1901 ARRÊTÉ 16.8.1943 DÉTENU MALINES DÉPORTÉ 1943 AUSCHWITZ ASSASSINÉ                                                                                       | Meerstraat 46 Pentagon                                | Willy Fischer (1901-1943/45) |
|            | ICI HABITAIT ELEONORE FISCHER- GUIDALEVITCH NÉ 1905 RUSSIE ARRÊTÉ 16.8.1943 DÉTENU MALINES DÉPORTÉ 1943 AUSCHWITZ ASSASSINÉ                                                               | Meerstraat 46 Pentagon                                | Eleonore Fischer-Guidalevitch (1905-1943/45) |
|            | ICI HABITAIT MAYERN FRUSZ NÉ 1922 POLOGNE ARRÊTÉ INTERNÉ MALINES DÉPORTÉ 1942 AUSCHWITZ ASSASSINÉ                                                                                         | Huidevettersstraat 33 Pentagon                        | Mayern Frusz (1922-1942/45) |
|            | ICI HABITAIT ISAAC FRYSZ NÉ 1895 POLOGNE TRAVAIL FORCÉ 1942 MUR ATLANTIQUE INTERNÉ MALINES 31.10.1942 DÉPORTÉ AUSCHWITZ ASSASSINÉ 2.11.1942                                               | Huidevettersstraat 84 Pentagon                        | Isaac Frysz (1895-1942) |
|            | ICI HABITAIT MARIETTE-MYRIAM FRYSZ NÉE 1922 POLOGNE ARRÊTÉE 3.8.1942 INTERNÉE MALINES DÉPORTÉE AUSCHWITZ ASSASSINÉE                                                                       | Huidevettersstraat 84 Pentagon                        | Mariette-Myriam Frysz (1922-1942/45) |
|            | ICI HABITAIT REINE FRYSZ NÉE 1925 ARRÊTÉE 3.8.1942 INTERNÉE MALINES DÉPORTÉE AUSCHWITZ ASSASSINÉE                                                                                         | Huidevettersstraat 84 Pentagon                        | Reine Frysz (1925-1942/45) |
|            | ICI HABITAIT RUCHLA FRYSZ-GRYCHPAN NÉE 1867 POLOGNE ARRÊTÉE 18.11.1942 DÉTENUE MALINES DÉPORTÉE 1943 AUSCHWITZ ASSASSINÉE                                                                 | Huidevettersstraat 92 Pentagon                        | Ruchla Frysz-Grychpan (1867-1943/45) |
|            | ICI HABITAIT FEJGA FRYSZ-SCHULZ NÉE 1896 POLOGNE ARRÊTÉE 11.8.1942 DÉTENUE MALINES DÉPORTÉE 1943 AUSCHWITZ ASSASSINÉE                                                                     | Huidevettersstraat 84 Pentagon                        | Fejga Frysz-Schulz (1896-1943/45) |
|            | ICI HABITAIT SARA-SOPHIE GELBARD-GRUNSPAN NÉE 1896 POLOGNE ARRÊTÉ 8.6.1944 DÉTENUE MALINES DÉPORTÉE 30.7.1944 AUSCHWITZ ASSASSINÉE                                                        | Huidevettersstraat 146 Pentagon                       | Sara-Sophie Gelbard-Grunspan (1896-1944) |
|            | ICI HABITAIT HENRI GELENDER NÉ 1927 ARRÊTÉ 1944 DÉTENU MALINES DÉPORTÉ 31.7.1944 AUSCHWITZ                                                                                                | Huidevettersstraat 45 Pentagon                        | Henri Gelender (1927-1944/45) |
|            | ICI HABITAIT LEIB JOSEPH GELENDER NÉ VARSOVIE 1899 ARRÊTÉ 1942 DÉTENU MALINES DÉPORTÉ 15.1.1943 AUSCHWITZ                                                                                 | Huidevettersstraat 45 Pentagon                        | Leib Joseph Gelender (1899-1943/45) |
|            | ICI HABITAIT LUZER GOLDBERG NÉ 1904 ARRÊTÉ 21.11.1942 RESISTANT ARMÉ DÉTENU MALINES DÉPORTÉ 1943 AUSCHWITZ ASSASSINÉ                                                                      | Zuinigheidsstraat 37 Pentagon                         | Luzer Goldberg werd geboren in 1904. Hij werd aangehouden op 21 november 1942 en in 1943 gedeporteerd. Hij werd in Auschwitz vermoord. |
|            | ICI HABITAIT GENENDLA GOLDBERG-HERYNG NÉE 1905 ARRÊTÉE 4.9.1942 DÉTENUE MALINES DÉPORTÉE 12.9.1942 AUSCHWITZ ASSASSINÉE                                                                   | Oppemstraat 25 Pentagon                               | Genendla Goldberg-Heryng (1905-1942/45) |
|            | ICI HABITAIT ABRAM GOLDSTEIN NÉ 1893 ARRÊTÉ 3.9.1943 DÉTENU MALINES DÉPORTÉ 1943 AUSCHWITZ ASSASSINÉ                                                                                      | Huidevettersstraat 170 Pentagon                       | Abram Goldstein werd geboren in 1893. Hij werd aangehouden op 3 september 1943 en in datzelfde jaar gedeporteerd. Hij werd in Auschwitz vermoord. |
|            | ICI HABITAIT MAURICE GOLDSTEIN NÉ 1922 ARRÊTÉ 3.9.1943 DÉTENU MALINES DÉPORTÉ 1943 AUSCHWITZ RESCAPÉ                                                                                      | Zuidlaan 59 Pentagon                                  | Maurice Goldstein (1922-) |
|            | ICI HABITAIT MAX GOLDSTEIN NÉ 1917 ARRÊTÉ 3.9.1943 DÉTENU MALINES DÉPORTÉ 1943 AUSCHWITZ ASSASSINÉ                                                                                        | Huidevettersstraat 170 Pentagon                       | Max Goldstein werd geboren in 1917. Hij werd aangehouden op 3 september 1943 en in datzelfde jaar gedeporteerd. Hij werd in Auschwitz vermoord. |
|            | ICI HABITAIT DOBA GOLDSTEIN- GOLDBERG NÉE 1904 POLOGNE ARRÊTÉE SEPT. 1942 DÉTENUE MALINES DÉPORTÉE 12.9.1942 AUSCHWITZ ASSASSINÉE                                                         | Huidevettersstraat 215 215, rue des Tanneurs Pentagon | Doba Goldstein-Goldberg (1904-1942/45) |
|            | ICI HABITAIT SHOLEM GORBITZ NÉ 1886 RUSSIE ARRÊTÉ MAI 1942 TRAVAIL FORCÉ MUR ATLANTIQUE FRANCE DÉTENU MALINES 6.3.1943 DÉPORTÉ CONVOI XXIII AUSCHWITZ ASSASSINÉ                           | Huidevettersstraat 134 Pentagon                       | Sholem Gorbitz (1886-1943/45) |
|            | ICI HABITAIT ARON GRANEK NÉ 1904 POLOGNE ARRÊTÉ 23.5.1944 DÉTENU MALINES DÉPORTÉ AUSCHWITZ RESCAPÉ                                                                                        | 41, rue des Foulons Pentagon                          | Aron Granek (1904-) |
|            | ICI HABITAIT HILDA GRANEK NÉE 1933 ARRÊTÉE 23.5.1944 DÉTENUE MALINES DÉPORTÉE AUSCHWITZ ASSASSINÉE                                                                                        | 41, rue des Foulons Pentagon                          | Hilda Granek (1933-1944/45) |
|            | ICI HABITAIT TAUBA GRANEK NÉE 1928 POLOGNE ARRÊTÉE 23.5.1944 DÉTENUE MALINES DÉPORTÉE AUSCHWITZ RESCAPÉE                                                                                  | 41, rue des Foulons Pentagon                          | Tauba Granek (1928-) |
|            | ICI HABITAIT ESTERA GRANEK-BLADA NÉE 1905 POLOGNE ARRÊTÉE 23.5.1944 DÉTENUE MALINES DÉPORTÉE AUSCHWITZ ASSASSINÉE                                                                         | 41, rue des Foulons Pentagon                          | Estera Granek-Blada (1905-1944/45) |
|            | ICI HABITAIT INGEL GRINBERG NÉ 1875 ROUMANIE RAFLE 3./4.9.1942 DÉCÉDÉ SEPT. 1942 | Huidevettersstraat 140 Pentagon                       | Ingel Grinberg (1875–1942) |
|            | ICI HABITAIT CHAJA HENDLA GROSMAN NÉE 1899 ARRÊTÉE 16.9.1942 DÉTENUE MALINES DÉPORTÉE 1942 AUSCHWITZ ASSASSINÉE                                                                           | Sint-Michielstraat 22 Pentagon                        | Chaja Hendla Grosman (1899–1942/45) |
|            | ICI HABITAIT WOLF GRUNSPAN NÉ 1892 POLOGNE DÉTENU ÉTÉ 1942 RIVESALTES & GURS ÉVADÉ CACHÉ NERAC - FRANCE RESCAPÉ                                                                           | Huidevettersstraat 140 Pentagon                       | Wolf Grunspan (1892–) |
|            | ICI HABITAIT LOTTE GRUNSPAN-BUCH NÉE 1892 AUTRICHE DÉTENUE ÉTÉ 1942 RIVESALTES & GURS ÉVADÉE CACHÉE NERAC-FRANCE RESCAPÉE                                                                 | Huidevettersstraat 140 Pentagon                       | Lotte Grunspan-Buch (1892–) |
|            | ICI HABITAIT HERSCHEL GRYNSZPAN NÉ 1921 ALLEMAGNE ATTENTAT PARIS 7.10.1938 PRÉTEXTE NUIT DE CRISTAL 9./10. NOVEMBRE 1938 ARRÊTÉ DÉPORTÉ SACHSENHAUSEN                                     | Huidevettersstraat 33 Pentagon                        | Herschel Grynszpan (1921) pleegde op 7 november 1938 een aanslag op Ernst vom Rath. |
|            | ICI HABITAIT ISAAK GRYNSZPAN NÉ 1897 POLOGNE ARRÊTÉ 2.9.1942 INTERNÉ MALINES DÉPORTÉ 1942 AUSCHWITZ ASSASSINÉ 19.10.1942                                                                  | Huidevettersstraat 77 Pentagon                        | Isaak Grynszpan (1897–1942) |
|            | ICI HABITAIT RUDI GRYNSZPAN NÉ 1928 ALLEMAGNE ARRÊTÉ 2.9.1942 INTERNÉ MALINES DÉPORTÉ 1942 AUSCHWITZ ASSASSINÉ                                                                            | Huidevettersstraat 77 Pentagon                        | Rudy Grynszpan (1928–1942/45) |
|            | ICI HABITAIT SIEGFRIED GRYNSZPAN NÉ 1932 ALLEMAGNE ARRÊTÉ 2.9.1942 INTERNÉ MALINES DÉPORTÉ 1942 AUSCHWITZ ASSASSINÉ                                                                       | Huidevettersstraat 77 Pentagon                        | Siegfried Grynszpan (1932–1942/45) |
|            | ICI HABITAIT HAWA GRYNSZPAN-RYCHTER NÉE 1903 POLOGNE ARRÊTÉE 2.9.1942 DÉTENUE MALINES DÉPORTÉE 1942 AUSCHWITZ ASSASSINÉE                                                                  | Huidevettersstraat 77 Pentagon                        | Hawa Grynszpan-Rychter (1903–1942/45) |
|            | ICI HABITAIT ALEXANDRE GUIDALEVITCH NÉ 1900 RUSSIE ARRÊTÉ 16.8.1943 DÉTENU MALINES DÉPORTÉ 1943 AUSCHWITZ ASSASSINÉ                                                                       | Vilain XIV-straat 40 Pentagon                         | Alexandre Guidalevitch (1900–1943/45) |
|            | ICI HABITAIT PERLA GUIDALEVITCH- KOPELMAN NÉE 1877 RUSSIE ARRÊTÉE 16.8.1943 DÉTENUE MALINES TRANSFERÉE 18.9.1943 HOSPICE SCHEUT-ANDERLECHT RESCAPÉE                                       | Vilain XIV-straat 40 Pentagon                         | Perla Guidalevitch-Kopelman (1877–) |
|            | ICI HABITAIT JOSEF GURFINKIEL NÉ 1908 POLOGNE ARRÊTÉ GESTAPO 22.7.1942 DÉTENU BREENDONK MALINES DÉPORTÉ 1942 AUSCHWITZ-BIRKENAU RESCAPÉ                                                   | Hoogstraat 49 Pentagon                                | Josef Gurfinkiel (1908–) |
|            | ICI HABITAIT SZULIM HOFMAN NÉ 1879 POLOGNE DÉTENU MALINES DÉPORTÉ 1942 AUSCHWITZ ASSASSINÉ                                                                                                | Hoogstraat 173 Pentagon                               | Szulim Hofman (1879–1942/45) |
|            | ICI HABITAIT TATIANA IGOLINSKY NÉE 1924 RUSSIE ARRÊTÉE 3.11.1942 INTERNÉE MALINES DÉPORTÉE 1943 AUSCHWITZ ASSASSINÉE                                                                      | Huidevettersstraat 35 Pentagon                        | Tatiana Igolinsky (1924–1943/45) |
|            | ICI HABITAIT SZYMON IMERGLIK NÉ 1902 POLOGNE TRAVAIL FORCÉ FRANCE ORGANISATION TODT EVADÉ TRAIN 31.10.1942 REPRIS DÉTENU MALINES MALINES DÉPORTÉ 31.7.1943 AUSCHWITZ ASSASSINÉ            | Huidevettersstraat 142 Pentagon                       | Szymon Imerglik (1902–1943/45) |
|            | ICI HABITAIT DAVID JACOBOWITSCH NÉ 1921 COLOGNE RÉFUGIÉ POLITIQUE BRUXELLES 1939 ARRÊTÉ 28.5.1944 DÉTENU MALINES DÉPORTÉ 31.7.1944 AUSCHWITZ RESCAPÉ                                      | Frédéric Bassestraat 14 Pentagon                      | David Jacobowitsch werd geboren in Keulen in 1921. Hij werd gearresteerd op 28 mei 1944 en vanuit Kazerne Dossin gedeporteerd op 31 juli 1944. Hij was een van de 563 personen die deel uitmaakten van Konvooi XXVI.                                                               |
|            | ICI HABITAIT ITZIC JANCOU DIT JACQUES ZIMMERMAN NÉ 1903 ARRÊTÉ 13.5.1944 INTERNÉ MALINES DÉPORTÉ 19.5.1944 AUSCHWITZ ASSASSINÉ 23.2.1945 BUCHENWALD                                       | 37, rue du lavoir Pentagon                            | Itzic Jancou werd geboren in 1903. Hij werd aangehouden op 13 mei 1944 en vanuit Kazerne Dossin gedeporteerd op 19 mei 1944. Hij was een van de 507 personen die deel uitmaakten van Konvooi XXV. Hij werd in Buchenwald vermoord op 23 februari 1945.                             |
|            | ICI HABITAIT DAVID KAGALNY NÉ 1931 ARRÊTÉ 21.10.1942 INTERNÉ MALINES DÉPORTÉ 1942 AUSCHWITZ ASSASSINÉ                                                                                     | Huidevettersstraat 33 Pentagon                        | David Kagalny (1931-1942/45) |
|            | ICI HABITAIT SUZANNE KAGALNY NÉE 1932 ARRÊTÉE 21.10.1942 INTERNÉE MALINES DÉPORTÉE 1942 AUSCHWITZ ASSASSINÉE                                                                              | Huidevettersstraat 33 Pentagon                        | Suzanne Kagalny (1932-1942/45) |
|            | ICI HABITAIT LAJA GITEL KAGALNY-BLUSZTEJN NÉE 1898 POLOGNE ARRÊTÉE 21.10.1942 INTERNÉE MALINES DÉPORTÉE 1942 AUSCHWITZ ASSASSINÉE                                                         | Huidevettersstraat 33 Pentagon                        | Laja Gitel Kagalny-Blusztejn (1898-1942/45) |
|            | ICI HABITAIT DORA KALDERON NÉE 1911 TUNISIE DÉPORTÉE 19.4.1943 AUSCHWITZ BERGEN-BELSEN ASSASSINÉE                                                                                         | Hoogstraat 69 ou 96 Pentagon                          | Dora Kalderon (1911-1943/45) |
|            | ICI HABITAIT ESTHER KALDERON NÉE 1916 TUNISIE DÉPORTÉE</smal19.4.1943 AUSCHWITZ RESCAPÉE                                                                                                  | Hoogstraat 69 Pentagon                                | Esther Kalderon (1916-) |
|            | ICI HABITAIT SUZANNE KAMINSKI NÉE 11.3.1943 ARRETÉE ET DENTENUE MALINES DEPORTÉE 19.4.1943 AUSCHWITZ ASSASSINÉE 22.4.1943                                                                 | Stoofstraat 8 Pentagon                                | Suzanne Kaminski (1943 - 1943) |
|            | ICI HABITAIT FRITZ KANDLER NÉ 1892 AUTRICHE ARRESTÉ ETE 1942 DENTENU MALINES DEPORTÉ 15.8.1942 AUSCHWITZ ASSASSINÉ                                                                        | Huidevettersstraat 205 Pentagon                       | Fritz Kandler (1892–1942/45) |
|            | ICI HABITAIT MAKS KATZ NÉ 1914 POLOGNE DENTENU MALINES DEPORTÉ 24.10.1942 AUSCHWITZ ASSASSINÉ                                                                                             | Huidevettersstraat 108 Pentagon                       | Maks Katz (1914–1942/45) |
|            | ICI HABITAIT RUCHLA-ROSA KIERSZ NÉE 1892 POLOGNE DÉTENUE MALINES 25.3.1944 DÉPORTÉE 1944 AUSCHWITZ ASSASSINÉE                                                                             | Hoogstraat 49 Pentagon                                | Ruchla-Rosa Kiersz (1892–1944/45) |
|            | ICI HABITAIT JACOB KOFMAN NÉ 1890 POLOGNE DÉTENU MALINES DÉPORTÉ 31.7.1944 AUSCHWITZ ASSASSINÉE                                                                                           | Huidevettersstraat 130 Pentagon                       | Jacob Kofman (1892–1944/45) |
|            | ICI HABITAIT USZER KORMAN NÉ 1899 POLOGNE ARRÊTÉ 25.1.1943 INTERNÉ MALINES DÉPORTÉ 1943 AUSCHWITZ ASSASSINÉ                                                                               | 6, rue de Tournai Pentagon                            | Uszer Korman (1899-1943/45) |
|            | ICI HABITAIT HENA KORMAN-DORFMAN NÉE 1903 POLOGNE ARRÊTÉE 25.1.1943 INTERNÉE MALINES DÉPORTÉE 19.4.1943 AUSCHWITZ LIBERÉE                                                                 | 6, rue de Tournai Pentagon                            | Uszer Korman (1893-) |
|            | ICI HABITAIT HILL KUPERSZMIDT NÉ 1896 POLOGNE ARRÊTÉ 12.9.1942 DÉTENU MALINES DÉPORTÉ 1942 AUSCHWITZ ASSASSINÉ 11.1.1943                                                                  | Huidevettersstraat 92 Pentagon                        | Hill Kuperszmidt (1896-1943) |
|            | ICI HABITAIT LEON (LEIB) KUTNOWSKI NÉ 1918 POLOGNE PARTISAN ARMÉ ARRÊTÉ 2.2.1943 DÉTENU MALINES ÉVADÉ XX. CONVOI ARRÊTÉ 29.3.1944 DÉTENU BREENDONCK DÉPORTÉ 6.5.1944 BUCHENWALD ASSASSINÉ | Huidevettersstraat 74 Pentagon                        | Leon Kupferminc (1918-1944/45), later veranderd in Leon (Leib) Kutnowski, gelieve te verwijzen |
|            | ICI HABITAIT HENRI-ZALMAN KUTNOWSKI NÉ 1924 POLOGNE TRAVAIL FORCE FRANCE ORGANISATION TODT DÉTENU MALINES DÉPORTÉ 31.10.1942 AUSCHWITZ ASSASSINÉ                                          | Huidevettersstraat 74 Pentagon                        | Henri-Zalman Kutnowski (1924-1942/45) |
|            | ICI HABITAIT RENÉ LACHAUD NÉ 1920 RESISTANT ARRÊTÉ 5.11.1943 FUSILLÉ 17.2.1944 TIR NATIONAL                                                                                               | Ernest Allardstraat 32 Pentagon                       | René Lachaud (1902–1944) |
|            | ICI HABITAIT PINKUS LAJB LAKS NÉ 1901 POLOGNE ARRÊTÉ JUILLET 1942 INTERNÉ MALINES DÉPORTÉ 1942 AUSCHWITZ ASSASSINÉ                                                                        | Huidevettersstraat 33 Pentagon                        | Pinkus Lajb Laks (1901-1942/45) |
|            | ICI HABITAIT RACHEL LANZET NÉE 1886 POLOGNE ARRÊTÉE 22.10.1942 INTERNÉE MALINES DÉPORTÉE 1942 AUSCHWITZ ASSASSINÉE                                                                        | Huidevettersstraat 33 Pentagon                        | Rachel Lanzet (1886-1942/45) |
|            | ICI HABITAIT REIZLA LANZET NÉE 1889 POLOGNE ARRÊTÉE 22.10.1942 INTERNÉE MALINES DÉPORTÉE 1942 AUSCHWITZ ASSASSINÉE                                                                        | Huidevettersstraat 33 Pentagon                        | Reizla Lanzet (1889-1942/45) |
|            | ICI HABITAIT BELLA LAUFEN NÉE 1936 ARRÊTÉE SEPT. 1942 DETENUÉE MALINES DÉPORTÉE 24.9.1942 AUSCHWITZ ASSASSINÉE                                                                            | Huidevettersstraat 149 Pentagon                       | Bella Laufer (1936-1942/45) |
|            | ICI HABITAIT BERNARD LAUFEN NÉ 1909 ALLEMAGNE ARRÊTÉ SEPT. 1942 DETENUÉ MALINES DÉPORTÉ 24.9.1942 AUSCHWITZ ASSASSINÉ                                                                     | Huidevettersstraat 149 Pentagon                       | Bernard Laufer (1909-1942/45) |
|            | ICI HABITAIT CHAIM LAUFEN NÉ 1934 ARRÊTÉ SEPT. 1942 DETENUÉ MALINES DÉPORTÉ 24.9.1942 AUSCHWITZ ASSASSINÉ                                                                                 | Huidevettersstraat 149 Pentagon                       | Chaim Laufer (1934-1942/45) |
|            | ICI HABITAIT SZPRINNYA LAUFEN-BORYS NÉE 1910 POLOGNE ARRÊTÉE 3./4.9.1942 DETENUÉE MALINES DÉPORTÉE 24.9.1942 AUSCHWITZ ASSASSINÉE                                                         | Huidevettersstraat 149 Pentagon                       | Szprinnya Laufer-Borys (1936-1942/45) |
|            | ICI HABITAIT PAUL LEMAÎTRE NÉ 1892 RESISTANT ARRÊTÉ 6.10.1943 FUSILLÉ 12.10.1943 TIR NATIONAL                                                                                             | Auguste Ortsstraat 6 Pentagon                         | Paul Lemaître (1892–1943) |
|            | ICI HABITAIT JEAN LEYNIERS NÉ 1909 RESISTANT ARRÊTÉ 5.11.1943 FUSILLÉ 17.2.1944 TIR NATIONAL                                                                                              | Vlaamsesteenweg 191 Pentagon                          | Jean Leyniers (1909–1944) |
|            | ICI HABITAIT RUCHLA LIZBAND NÉE 1896 ARRÊTÉE 3.9.1943 DÉTENUE MALINES DÉPORTÉE 1943 AUSCHWITZ ASSASSINÉE                                                                                  | Huidevettersstraat 170 Pentagon                       | Ruchla Lizband werd geboren in 1896. Zij werd op 3 september 1943 gearresteerd en datzelfde jaar gedeporteerd. Zij werd in Auschwitz vermoord. |
|            | ICI HABITAIT ALINE LOITZANSKI NÉE 1916 ARRETÉE 10.12.1941 DETENUE SAINT-GILLES, MALINES DEPORTÉE 25.8.1942 AUSCHWITZ ASSASSINÉE                                                           | Lombardstraat 55 Pentagon                             | Aline Loïtzanski (1916-1942/45) |
|            | ICI HABITAIT JACQUES LOITZANSKI NÉ 1918 RESISTANT ARRETE 10.12.1941 DETENU BREENDONK ASSASSINE 4.3.1943                                                                                   | Lombardstraat 55 Pentagon                             | Jacques Loïtzanski (1918-1943) |
|            | ICI HABITAIT OTTO LOWENHAAR NÉ 1903 AUTRICHE TRAVAIL FORCE FRANCE ORGANISATION TODT DÉTENU MALINES DÉPORTÉ 31.10.1942 AUSCHWITZ ASSASSINÉ                                                 | Huidevettersstraat 188 Pentagon                       | Otto Lowenhaar (1903-1942/45) |
|            | ICI HABITAIT FEIGA LOWENHAAR-CHAPOCHNIK NÉE 1914 ROUMANIE ARRÊTÉE MAI 1944 DÉTENUE MALINES DÉPORTÉE 19.5.1944 AUSCHWITZ RESCAPÉE                                                          | Huidevettersstraat 188 Pentagon                       | Feiga Lowenhaar-Chapochnik (1914-) |
|            | ICI HABITAIT MAURICE-MOSE MANDELBAUM NÉ 1924 RESISTANT ARRÊTÉ 22.11.1942 FUSILLÉ 13.10.1943 TIR NATIONAL                                                                                  | Anneessensstraat 23 Pentagon                          | Maurice-Moïse Mandelbaum (1924–1943) |
|            | ICI HABITAIT MADELEINE MENDLEWICE NÉE 1931 ARRÊTÉE 20.11.1942 DÉTENUE MALINES DÉPORTÉE 1943 AUSCHWITZ ASSASSINÉE                                                                          | Hoogstraat 173 Pentagon                               | Madeleine Mendlewice (1931–1943/45) |
|            | ICI HABITAIT SARA MENDLEWICE NÉE 1927 POLOGNE ARRÊTÉE 20.11.1942 DÉTENUE MALINES DÉPORTÉE 1943 AUSCHWITZ ASSASSINÉE                                                                       | Hoogstraat 173 Pentagon                               | Sara Mendlewice (1927–1943/45) |
|            | ICI HABITAIT NACHMANN MESNER NÉ 1890 POLOGNE DÉPORTÉ OBLIGATOIRE ST-TRUIDEN 21.12.1941 DÉTENU MALINES 19.10.1942 DÉPORTÉ 1942 AUSCHWITZ ASSASSINÉ                                         | Hoogstraat 60a Pentagon                               | Nachmann Mesner (1890–1942/45) |
|            | ICI HABITAIT JOSEPH MOZELSIO NÉ 1896 POLOGNE DÉTENU MALINES ÉTÉ 1942 DÉPORTÉ 15.8.1942 AUSCHWITZ ASSASSINÉ                                                                                | Huidevettersstraat 74 Pentagon                        | Joseph Mozelsio (1896–1942) |
|            | ICI HABITAIT JASNY NATAN NÉ 1890 POLOGNE ARRÊTÉ 10.1.1943 DÉTENU MALINES DÉPORTÉ 1943 AUSCHWITZ ASSASSINÉ                                                                                 | Huidevettersstraat 35 Pentagon                        | Jasny Natan (1890–1943/45) |
|            | ICI HABITAIT ADOLF NEUMANN NÉ 1936 ARRÊTÉ 14.7.1943 DÉTENU MALINES DÉPORTÉ 31.7.1943 ASSASSINÉ AUSCHWITZ                                                                                  | Sint-Gisleinsstraat 53                                | Adolf Neumann (1936–1943/45) |
|            | ICI HABITAIT ALBERT NEUMANN NÉ 1932 ARRÊTÉ 22.10.1942 DÉTENU MALINES DÉPORTÉ 24.10.1942 ASSASSINÉ AUSCHWITZ                                                                               | Ons-Heerstraat 5                                      | Albert Neumann (1932–1942/45) |
|            | ICI HABITAIT ENIA NEUMANN- LESZCZ NÉE 1908 RUSSIE ARRÊTÉE 14.7.1943 DÉTENUE MALINES DÉPORTÉE 31.7.1943 ASSASSINÉE AUSCHWITZ                                                               | Sint-Gisleinsstraat 53                                | Enia Neumann-Leszcz (1908–1943/45) |
|            | ICI HABITAIT HENRI NEUMANN NÉ 1929 ARRÊTÉ 30.10.1942 DÉTENU MALINES DÉPORTÉ 31.10.1942 ASSASSINÉ AUSCHWITZ                                                                                | Spiegelstraat 35                                      | Henri Neumann werd geboren in 1929. Hij werd op 30 oktober 1942 gearresteerd. Een dag later werd hij samen met 1.696 andere personen gedeporteerd vanuit Kazerne Dossin. Hij werd in Auschwitz vermoord.                                                                           |
|            | ICI HABITAIT ISAAC NEUMANN NÉ 1887 POLOGNE ARRÊTÉ 30.10.1942 DÉTENU MALINES DÉPORTÉ 31.10.1942 ASSASSINÉ AUSCHWITZ                                                                        | Spiegelstraat 35                                      | Isaac Neumann werd geboren in Polen in 1887. Hij werd op 30 oktober 1942 gearresteerd. Een dag later werd hij samen met 1.696 andere personen gedeporteerd vanuit Kazerne Dossin. Hij werd in Auschwitz vermoord.                                                                  |
|            | ICI HABITAIT JEANNE NEUMANN-LEWKOWITZ NÉE 1898 FRANCE ARRÊTÉE 30.10.1942 DÉTENUE MALINES DÉPORTÉE 31.10.1942 ASSASSINÉE AUSCHWITZ                                                         | Spiegelstraat 35                                      | Jeanne Neumann-Lewkowitz werd geboren in Frankrijk in 1898. Zij werd op 30 oktober 1942 gearresteerd. Een dag later werd zij samen met 1.696 andere personen gedeporteerd vanuit Kazerne Dossin. Zij werd in Auschwitz vermoord.                                                   |
|            | ICI HABITAIT LAJA NEUMANN- KLIEGIERMAN NÉE 1894 POLOGNE ARRÊTÉE 22.10.1942 DÉTENUE MALINES DÉPORTÉE 24.10.1942 ASSASSINÉE AUSCHWITZ                                                       | Ons-Heerstraat 5                                      | Laja Neumann-Kliegierman (1894–1942/45) |
|            | ICI HABITAIT MAURICE NEUMANN NÉ 1910 POLOGNE ARRÊTÉ JUILLET 1942 DÉTENU MALINES DÉPORTÉ 4.8.1942 ASSASSINÉ AUSCHWITZ                                                                      | Sint-Gisleinsstraat 53                                | Maurice Neumann (1910–1942/45) |
|            | ICI HABITAIT NATHAN NEUMANN NÉ 1903 POLOGNE ARRÊTÉ 22.10.1942 DÉTENU MALINES DÉPORTÉ 24.10.1942 ASSASSINÉ AUSCHWITZ                                                                       | Ons-Heerstraat 5                                      | Nathan Neumann (1903–1942/45) |
|            | ICI HABITAIT RAYMONDE NEUMANN NÉE 1935 ARRÊTÉE 14.7.1943 DÉTENUE MALINES DÉPORTÉE 31.7.1942 ASSASSINÉE AUSCHWITZ                                                                          | Sint-Gisleinsstraat 53                                | Raymonde Neumann (1935–1942/45) |
|            | ICI HABITAIT SARA NEUMANN NÉE 1936 ARRÊTÉE 22.10.1942 DÉTENUE MALINES DÉPORTÉE 24.10.1942 ASSASSINÉE AUSCHWITZ                                                                            | Ons-Heerstraat 5                                      | Sara Neumann (1936–1942745) |
|            | ICI HABITAIT FRANÇOIS NEYT NÉ 1889 RESISTANT ARRÊTÉ 29.9.1942 FUSILLÉ 13.10.1943 TIR NATIONAL                                                                                             | Hallenstraat 13                                       | François Neyt (1889–1943) |
|            | ICI HABITAIT JENTA NIECHCICKI-GOLDMAN NÉ 1915 POLOGNE ARRÊTÉE 1.8.1942 DÉTENUE MALINES DÉPORTÉE 11.8.1942 AUSCHWITZ ASSASSINÉE 13.8.1942                                                  | Hoogstraat 313                                        | Jenta Niechcicki-Goldman werd geboren in 1915 in Polen. Zij werd aangehouden op 1 augustus 1942 en vanuit Kazerne Dossin gedeporteerd op 11 augustus 1942. Zij was een van de 999 personen die deel uitmaakten van Konvooi II. Zij werd in Auschwitz vermoord op 13 augustus 1942. |
|            | ICI HABITAIT ICYK PERELSZTAJN NÉ 1902 POLOGNE DETENU MALINES DEPORTÉ 15.8.1942 AUSCHWITZ ASSASSINÉ                                                                                        | Hoogstraat 96                                         | Icyk Perelsztajn (1902–1942/45) |
|            | ICI HABITAIT RACHMIL PERELSZTAJN NÉ 1905 POLOGNE ARRÊTÉ 28.9.1942 DÉTENU MALINES DÉPORTÉ 10.10.1942 AUSCHWITZ ASSASSINÉ                                                                   | Huidevettersstraat 94                                 | Rachmil Perelsztajn (1905–1942/45) |
|            | ICI HABITAIT SIMON PERELSZTAJN NÉ 1924 RESISTANT ARRETÉ 10.8.1942 DETENU MALINES DEPORTÉ 15.8.1942 AUSCHWITZ ASSASSINÉ                                                                    | Hoogstraat 96                                         | Simon Perelsztajn (1924–1942/45) |
|            | ICI HABITAIT FAJGLA PERELSZTAJN- TRZESNIEWSKI NÉE 1900 POLOGNE ARRÊTÉE 28.9.1942 DÉTENUE MALINES DÉPORTÉE 10.10.1942 AUSCHWITZ ASSASSINÉE                                                 | Huidevettersstraat 94                                 | Fajgla Perelsztajn-Trzesniewski (1900–1942/45) |
|            | ICI HABITAIT ABRAM PIORO NÉ 1893 ARRÊTÉ 12.9.1942 INTERNÉ MALINES DÉPORTÉ 1942 AUSCHWITZ ASSASSINÉ 17.9.1942                                                                              | Accolaystraat 3                                       | Abram Pioro werd geboren in 1893. Hij werd aangehouden op 12 september 1942 en vanuit Kazerne Dossin gedeporteerd in 1942. Hij werd in Auschwitz vermoord op 17 september 1942. |
|            | ICI HABITAIT JACOB PIORO NÉ 1939 ARRÊTÉ 12.9.1942 INTERNÉ MALINES DÉPORTÉ 1942 AUSCHWITZ ASSASSINÉ 17.9.1942                                                                              | Accolaystraat 3                                       | Jacob Pioro werd geboren in 1939. Hij werd aangehouden op 12 september 1942 en vanuit Kazerne Dossin gedeporteerd in 1942. Hij werd in Auschwitz vermoord op 17 september 1942. |
|            | ICI HABITAIT LÉA PIORO NÉE 1925 ARRÊTÉE 15.8.1942 INTERNÉE MALINES DÉPORTÉE 1942 AUSCHWITZ ASSASSINÉE 17.8.1942                                                                           | Accolaystraat 3                                       | Léa Pioro werd geboren in 1925. Zij werd aangehouden op 15 augustus 1942 en vanuit Kazerne Dossin gedeporteerd in 1942. Zij werd in Auschwitz vermoord op 17 augustus 1942. |
|            | ICI HABITAIT MARIE RACHEL PIORO NÉE 1929 ARRÊTÉE 12.9.1942 INTERNÉE MALINES DÉPORTÉE 1942 AUSCHWITZ ASSASSINÉE 17.9.1942                                                                  | Accolaystraat 3                                       | Marie Rachel Pioro werd geboren in 1929. Zij werd aangehouden op 12 september 1942 en vanuit Kazerne Dossin gedeporteerd in 1942. Zij werd in Auschwitz vermoord op 17 september 1942.                                                                                             |
|            | ICI HABITAIT SALOMON LÉON PIORO NÉ 1930 ARRÊTÉ 12.9.1942 INTERNÉ MALINES DÉPORTÉ 1942 AUSCHWITZ ASSASSINÉ 17.9.1942                                                                       | Accolaystraat 3                                       | Salomon Léon Pioro werd geboren in 1930. Hij werd aangehouden op 12 september 1942 en vanuit Kazerne Dossin gedeporteerd in 1942. Hij werd in Auschwitz vermoord op 17 september 1942.                                                                                             |
|            | ICI HABITAIT GOLDA PIORO- FAJWELOWICZ NÉE 1900 ARRÊTÉE 12.9.1942 INTERNÉE MALINES DÉPORTÉE 1942 AUSCHWITZ ASSASSINÉE 17.9.1942                                                            | Accolaystraat 3                                       | Golda Pioro Fajwelowicz werd geboren in 1900. Zij werd aangehouden op 12 september 1942 en vanuit Kazerne Dossin gedeporteerd in 1942. Zij werd in Auschwitz vermoord op 17 september 1942.                                                                                        |
|            | ICI HABITAIT JEAN PLAS NÉ 1910 ARRÊTÉ 4.7.1944 DÉPORTÉ NEUENGAMME ASSASSINÉ 8.3.1945 | Ruysbroeckstraat 56                                   | Jean Plas (1910-1945) |
|            | ICI HABITAIT ALBERT POSESORSKI NÉ 1941 ARRÊTÉ 18.11.1942 DÉTENU MALINES DÉPORTÉ 1943 AUSCHWITZ ASSASSINÉ                                                                                  | Hoogstraat 173                                        | Albert Posesorski (1941-1943/45) |
|            | ICI HABITAIT CLAUDE POSESORSKI NÉ 1937 ARRÊTÉ 18.11.1942 DÉTENU MALINES DÉPORTÉ 1943 AUSCHWITZ ASSASSINÉ                                                                                  | Hoogstraat 173                                        | Claude Posesorski (1937-1943/45) |
|            | ICI HABITAIT JOSEF POSESORSKI NÉ 1933 ARRÊTÉ 18.11.1942 DÉTENU MALINES DÉPORTÉ 1943 AUSCHWITZ ASSASSINÉ                                                                                   | Hoogstraat 173                                        | Josef Posesorski (1933-1943/45) |
|            | ICI HABITAIT MENASZE POSESORSKI NÉ 1907 POLOGNE ARRÊTÉ 18.11.1942 DÉTENU MALINES DÉPORTÉ 1943 AUSCHWITZ ASSASSINÉ                                                                         | Hoogstraat 173                                        | Menasze Posesorski (1907-1943/45) |
|            | ICI HABITAIT ABRAHAM POTASIEWICZ NÉ 1928 ARRÊTÉ DÉTENU MALINES DÉPORTÉ 1944 AUSCHWITZ ASSASSINÉ                                                                                           | Hoogstraat 173                                        | Abraham Potasiewicz (1928-1944/45) |
|            | ICI HABITAIT FAJGLA POTASIEWICZ NÉE 1907 POLOGNE ARRÊTÉE DÉTENUE MALINES DÉPORTÉE 1944 AUSCHWITZ LIBERÉE                                                                                  | Hoogstraat 173                                        | Fajgla Potasiewicz (1907-) |
|            | ICI HABITAIT FRIDA POTASIEWICZ NÉE 1923 ALLEMAGNE ARRÊTÉE 10.8.1942 DÉTENUE MALINES DÉPORTÉE 1942 AUSCHWITZ ASSASSINÉE                                                                    | Hoogstraat 173                                        | Frida Potasiewicz (1928-1944/45) |
|            | ICI HABITAIT JOSEPH LEIB POTASIEWICZ NÉ 1896 POLOGNE ARRÊTÉ 28.10.1943 DÉTENU MALINES DÉPORTÉ 1944 AUSCHWITZ ASSASSINÉ                                                                    | Hoogstraat 173                                        | Joseph Leib Potasiewicz (1896-1944/45) |
|            | ICI HABITAIT MIRLA POTASIEWICZ- OKSENHENDLER NÉE 1899 POLOGNE ARRÊTÉE JANV. 1944 DÉTENUE MALINES DÉPORTÉE 1944 AUSCHWITZ ASSASSINÉE                                                       | Hoogstraat 94                                         | Mirla Potasiewicz-Oksenhendler (1899-1944/45) |
|            | ICI HABITAIT HERSZEL PRESZOW NÉ 1878 ARRÊTÉ ET DENTENU MALINES 20.10.1942 DEPORTÉ 24.10.1942 AUSCHWITZ ASSASSINÉ                                                                          | Lombardstraat 53                                      | Herszel Preszow (1878–1942/45) |
|            | ICI HABITAIT ESTERA PRESZOW- TUCHSNÁJDER NÉE 1911 ARRÊTÉE DENTENU MALINES 20.10.1942 DEPORTÉE 24.10.1942 AUSCHWITZ ASSASSINÉE                                                             | Lombardstraat 53                                      | Estera Preszow-Tuchsznájder (1911–1942/45) |
|            | ICI HABITAIT CHASKEL PROWIZUR NÉE 1899 DENTENU 1943 MALINES DEPORTÉE 1943 AUSCHWITZ ASSASSINÉE                                                                                            | Karperbrug 13                                         | Chaskel Prowizur (1899-1943/45) |
|            | ICI HABITAIT EDITH PROWIZUR NÉE 1923 DENTENU 1942 MALINES DEPORTÉE 1942 AUSCHWITZ ASSASSINÉE                                                                                              | Karperbrug 13                                         | Edith Prowizur (1923-1942/45) |
|            | ICI HABITAIT MAURICE PUKATZ NÉ 1925 DÉTENU MALINES DÉPORTÉ 11.8.1942 AUSCHWITZ ASSASSINÉ                                                                                                  | Huidevettersstraat 84                                 | Bernhard Pukatz (1925-1942/45) |
|            | ICI HABITAIT BERNHARD PUKATZ NÉ 1932 DÉTENU MALINES DÉPORTÉ 11.8.1942 AUSCHWITZ ASSASSINÉ                                                                                                 | Huidevettersstraat 84                                 | Maurice Pukatz (1900-1943/45) |
|            | ICI HABITAIT MINDEL ROELEN-NITKA NÉE 1909 POLOGNE DÉTENUE MALINES DÉPORTÉE 15.9.1942 AUSCHWITZ ASSASSINÉE                                                                                 | Huidevettersstraat 211                                | Mindel Roelen-Nitka (1909-1942/45) |
|            | ICI HABITAIT SZYMAN ROMACKI NÉE 1892 POLOGNE DÉTENUE MALINES DÉPORTÉE 20.9.1943 AUSCHWITZ ASSASSINÉE                                                                                      | Huidevettersstraat 161                                | Szyman Romacki (1892-1943/45) |
|            | ICI HABITAIT MARIA ROSENBLUM NÉE 1922 ARRÊTÉE 23.3.1944 DÉTENUE MALINES 25.3.1944 DÉPORTÉE 1944 AUSCHWITZ RESCAPÉE                                                                        | Hoogstraat 49 Pentagon                                | Maria Rosenblum (1922-) |
|            | ICI HABITAIT FISZEL ROZEN NE 1902 POLOGNE TRAVAIL FORCE FRANCE ORGANISATION TODT DÉTENU MALINES DÉPORTÉ 30.10.1942 AUSCHWITZ ASSASSINÉE                                                   | Huidevettersstraat 179                                | Fiszel Rozen (1902-1942/45) |
|            | ICI HABITAIT ICEK ROZENBLAT NÉ 1919 POLOGNE ARRETÉ 12.5.1943 DETENU MALINES EVADE CONVOI 19 DEPORTÉ 12.5.1943 JAWORZNO EVADÉ 7.9.1943 FUSILLÉ 9.9.1943 AUSCHWITZ                          | Hoogstraat 96                                         | Icek Rozenblat (1919-1943) |
|            | ICI HABITAIT ANNA ROZENBLUM NÉE 1927 CHARLEROI ARRÊTÉ GESTAPO 23.3.1944 DÉTENUE MALINES 25.3.1944 DÉPORTÉE 1944 AUSCHWITZ ASSASSINÉE                                                      | Hoogstraat 49                                         | Anna Rozenblum (1927-1944/45) |
|            | ICI HABITAIT DAVID ISRAËL ROZENBLUM NÉ 1926 CHARLEROI ARRÊTÉ GESTAPO 23.3.1944 DÉTENU MALINES 25.3.1944 DÉPORTÉ AUSCHWITZ 1944 SACHSENHAUSEN MAUTHAUSEN EBENSEE RAPATRIÉ 26.5.1945        | Hoogstraat 49                                         | David Israël Rozenblum (1926-) |
|            | ICI HABITAIT ELIAS MAX ROZENBLUM NÉ 1925 ALLEMAGNE ARRÊTÉ 25.3.1944 DÉTENU MALINES 25.3.1944 DÉPORTÉ 1944 AUSCHWITZ MAUTHAUSEN ASSASSINÉ AVRIL 1945                                       | Hoogstraat 49                                         | Elias Max Rozenblum (1925-1944/45) |
|            | ICI HABITAIT JACOB ROZENBLUM NÉ 1892 POLOGNE DÉTENU MALINES 25.3.1944 DÉPORTÉ 1944 AUSCHWITZ ASSASSINÉ                                                                                    | Hoogstraat 49                                         | Jacoba Rozenblum (1892-1944/45) |
|            | ICI HABITAIT CYRA ROZENFARB NÉE VARSOVIE 1898 ARRÊTÉE 1942 DÉTENUE MALINES DÉPORTÉE 1943 AUSCHWITZ                                                                                        | Huidevettersstraat 45                                 | Cyra Rozenfarb (1898–1943) |
|            | ICI HABITAIT JACKY RYCHTER NÉ 1942 CACHÉ ENTR'AIDE DES TRAVAILLEUSES DES MAROLLES RESCAPÉ                                                                                                 | Huidevettersstraat 155                                | Jacky Rychter (1942–) |
|            | ICI HABITAIT SZLAMA RYCHTER NÉ 1907 POLOGNE DÉTENU MALINES 19.4.1943 ÉVADÉ CONVOI XX REPRIS, 31.7.1943 DÉPORTÉ AUSCHWITZ ASSASSINÉ 3.8.1943                                               | Huidevettersstraat 155 Pentagon                       | Szlama Rychter (1907–1943) |
|            | ICI HABITAIT FEJGA RYCHTER-BLACHERMAN NÉE 1907 POLOGNE ARRÊTÉE 3.8.1942 DÉTENUE MALINES 12.9.1942 DÉPORTÉE AUSCHWITZ ASSASSINÉE                                                           | Huidevettersstraat 155 Pentagon                       | Fejga Rychter-Blacherman (1907–1942/45) |
|            | ICI HABITAIT SZLAMA SAMELSON NÉ 1897 ARRÊTÉ DÉTENU MALINES DÉPORTÉ 1944 AUSCHWITZ ASSASSINÉ                                                                                               | Huidevettersstraat 186 Pentagon                       | Szlama Samelson werd geboren in 1897. Hij werd aangehouden op 22 september 1943 en vanuit Kazerne Dossin gedeporteerd in 1944. Hij werd in Auschwitz vermoord. |
|            | ICI HABITAIT RUDOLF SCHÖNBERG NÉ 1901 RESISTANT ARRÊTÉ 13.5.1944 FUSILLÉ 31.7.1944 TIR NATIONAL                                                                                           | Boomkwekerijstraat 20 Pentagon                        | Rudolf Schönberg (1901–1944) |
|            | ICI HABITAIT ROSA SCHWARZ- FRUCHTER NEE 1912 ROUMANIE ARRETEE 1942 DETENUE MALINES DEPORTEE 15.1.1944 AUSCHWITZ RESCAPEE                                                                  | Huidevettersstraat 153 Pentagon                       | Rosa Schwarz-Fruchter (1912–) |
|            | ICI HABITAIT JACOB SNOPEK NE 1923 POLOGNE DETENU MALINES DEPORTE 26.9.1942 AUSCHWITZ ASSASSINE                                                                                            | Huidevettersstraat 146 Pentagon                       | Jacob Snopek (1923–1942) |
|            | ICI HABITAIT SARAH SNOPEK NEE 1937 ARRETEE SEPT. 1942 DETENUE MALINES DEPORTEE 8.9.1942 AUSCHWITZ ASSASSINEE                                                                              | Huidevettersstraat 141 Pentagon                       | Sarah Snopek (1937–1942) |
|            | ICI HABITAIT ZEMAN SNOPEK NE 1898 POLOGNE ARRETE JAN. 1944 DETENU MALINES DEPORTE 4.4.1944 AUSCHWITZ ASSASSINE                                                                            | Huidevettersstraat 141 Pentagon                       | Zeman Snopek (1898–1944) |
|            | ICI HABITAIT SARA SNOPEK- BERKOVITZ NEE 1922 ROUMANIE DETENUE MALINES DEPORTEE 26.9.1942 AUSCHWITZ ASSASSINEE                                                                             | Huidevettersstraat 146 Pentagon                       | Sara Snopek-Berkovitz (1922–1942) |
|            | ICI HABITAIT AJDLA SNOPEK- JABLONKIEWICZ NEE 1904 POLOGNE ARRETEE SEPT. 1942 DETENUE MALINES DEPORTEE 8.9.1942 AUSCHWITZ ASSASSINEE                                                       | Huidevettersstraat 141 Pentagon                       | Ajdla Snopek-Jablonkiewicz (1904–1942) |
|            | ICI HABITAIT JACQUES STORCK NE 1921 RESISTANT ARRÊTÉ 9.10.1943 FUSILLÉ 15.3.1943 BREENDONK TIR NATIONAL                                                                                   | Lombardstraat 72 Pentagon                             | Jacques Storck (1921–1943) |
|            | ICI HABITAIT ABRAHAM BENJAMIN SUFIT NÉ 1897 ARRÊTÉ 16.9.1942 DÉTENU MALINES DÉPORTÉ 1942 AUSCHWITZ ASSASSINÉ                                                                              | Sint-Michielstraat 22 Pentagon                        | Abraham Benjamin Sufit (1897–1942/45) |
|            | ICI HABITAIT RICHARD SUFIT NÉ 1925 ARRÊTÉ AVRIl 1944 DÉTENU DRANCY DÉPORTÉ 1944 AUSCHWITZ RESCAPÉ                                                                                         | Sint-Michielstraat 22 Pentagon                        | Richard Sufit (1925–) |
|            | ICI HABITAIT ALTER PINKUS TENCER NÉ 1888 POLOGNE ARRÊTÉ 3./4.9.1942 INTERNÉ MALINES DÉPORTÉ 1942 AUSCHWITZ ASSASSINÉ                                                                      | Huidevettersstraat 77 Pentagon                        | Alter Pinkus Tencer |
|            | ICI HABITAIT BAJLA ESTERA TENCER-MLYNARSKA NÉE 1889 POLOGNE ARRÊTÉE 3./4.9.1942 INTERNÉE MALINES DÉPORTÉE 1942 AUSCHWITZ ASSASSINÉE                                                       | Huidevettersstraat 77 Pentagon                        | Bajla Estera Tencer-Mlynarska |
|            | ICI HABITAIT SALOMON TUCHSNAJDER NE 1939 ARRÊTÉ DENTENU MALINES 20.10.1942 DEPORTE 24.10.1942 AUSCHWITZ ASSASSINÉ                                                                         | Lombardstraat 53 Pentagon                             | Salomon Tuchsnajder (1939–1942/45) |
|            | ICI HABITAIT CLARA-ROSA TYGER NÉE 1935 ARRÊTÉE 16.8.1942 DÉTENUE MALINES DÉPORTÉE 1942 AUSCHWITZ ASSASSINÉE                                                                               | Huidevettersstraat 90 Pentagon                        | Clara-Rosa Tyger |
|            | ICI HABITAIT HELENE TYGER NÉE 1930 ARRÊTÉE 16.8.1942 DÉTENUE MALINES DÉPORTÉE 1942 AUSCHWITZ ASSASSINÉE                                                                                   | Huidevettersstraat 90 Pentagon                        | Helene Tyger |
|            | ICI HABITAIT JOSEPH TYGER NÉ 1898 POLOGNE ARRÊTÉ 16.8.1942 DÉTENU MALINES DÉPORTÉ 1942 AUSCHWITZ ASSASSINÉ                                                                                | Huidevettersstraat 90 Pentagon                        | Joseph Tyger (1898-1942/45) |
|            | ICI HABITAIT TAUBA TYGER-FRYSZ NÉE 1902 POLOGNE ARRÊTÉE 16.8.1942 INTERNÉE MALINES DÉPORTÉE 25.8.1942 AUSCHWITZ ASSASSINÉE                                                                | Huidevettersstraat 90 Pentagon                        | Tauba Tyger-Frysz (1902-1942/45) |
|            | ICI HABITAIT DAVID UFFNER NÉ 1893 POLOGNE ARRÊTÉ 10.9.1942 INTERNÉ MALINES DÉPORTÉ 1942 AUSCHWITZ ASSASSINÉ 25.3.1945                                                                     | Boulevard du Jardin Botanique 4A Pentagon             | David Uffner (1893-1945) |
|            | ICI HABITAIT ARTHUR VERDURMEN NÉ 1903 RESISTANT ARRETÉ 15.9.1942 FUSILLÉ 12.10.1943 TIR NATIONAL                                                                                          | Hooikaai 27 Pentagon                                  | Arthur Verdurmen (1903-1943) |
|            | ICI HABITAIT CHARLES VAN WEST NÉ 1913 ARRETE 22.6.1944 DETENU MALINES DEPORTE 1944 AUSCHWITZ RESCAPE                                                                                      | Camuselstraat 64 Pentagon                             | Charles van West (1913-2007) |
|            | ICI HABITAIT MARJA ZALCMAN-JABUNSKI NÉE 1900 POLOGNE ARRÊTÉE 15.4.1943 DÉTENUE MALINES DÉPORTÉE 31.7.1943 AUSCHWITZ ASSASSINÉE                                                            | Huidevettersstraat 181 Pentagon                       | Marja Zalcman-Jabunski (1900-1943/45) |
|            | ICI HABITAIT HENRI-HERMAN ZASLAVSKY NÉ 1931 CACHÉ MORT 19.1.1944 | Huidevettersstraat 37 Pentagon                        | Henri-Herman Zaslavsky (1931—1944) |
|            | ICI HABITAIT ITSKHOH ZASLAVSKY NÉ 1887 ARRÊTÉ 21.1.1944 INTERNÉ MALINES DÉPORTÉ 1944 AUSCHWITZ ASSASSINÉ 7.4.1944                                                                         | Huidevettersstraat 44 Pentagon                        | Itskhoh Zaslavsky werd geboren in 1887. Hij werd aangehouden op 21 januari 1944 en vanuit Kazerne Dossin gedeporteerd in 1944. Hij werd in Auschwitz vermoord op 7 april 1944. |
|            | ICI HABITAIT REBECCA-TOIBA ZASLAVSKY NÉE 1921 ARRÊTÉE 29.6.1944 PRISON SAINT-GILLES DÉTENUE MALINES 5.8.1944 LIBÉRÉE 4.9.1944                                                             | Huidevettersstraat 37 Pentagon                        | Rebecca-Toiba Zaslavsky (1921—) |
|            | ICI HABITAIT VALENTINE ZASLAVSKY NÉE 1924 ARRÊTÉE 19.1.1944 DÉTENUE MALINES DÉPORTÉE 1944 AUSCHWITZ MARCHE DE LA MORT RESCAPÉE 20.4.1945                                                  | Huidevettersstraat 37 Pentagon                        | Valentine Zaslavsky (1924—) |
|            | ICI HABITAIT ESTHER ZASLAVSKY- FRYSZ NÉE 1892 ARRÊTÉE 21.1.1944 INTERNÉE MALINES DÉPORTÉE 1944 AUSCHWITZ ASSASSINÉE 7.4.1944                                                              | Huidevettersstraat 44 Pentagon                        | Esther Zaslavsky-Frysz werd geboren in 1892. Zij werd aangehouden op 21 januari 1944 en vanuit Kazerne Dossin gedeporteerd in 1944. Zij werd in Auschwitz vermoord op 7 april 1944.                                                                                                |
|            | ICI HABITAIT KHAYSURA ZASLOVSKA NÉE 1894 RUSSIE ARRÊTÉE 3.11.1942 INTERNÉE MALINES DÉPORTÉE 1943 AUSCHWITZ ASSASSINÉE                                                                     | Huidevettersstraat 35 Pentagon                        | Khaysura Zaslovska (1894-1943/45) |
|            | | Huidevettersstraat 156 Pentagon                       | Szindla-Rachel Zumerman-Horowicz (1904-) |

### Laken
Laken
| Afbeelding | Inscriptie                                                                                               | Adres                     | Herdachte persoon             |
| ---------- | --- | ------------------------- | ----------------------------- |
|            | ICI HABITAIT ANDRÉ BERTULOT NÉ 1920 RÉSISTANT ARRÊTÉ 14.4.1943 PENDU 10.5.1943 BREENDONK TIR NATIONAL    | Antwerpsesteenweg 67      | André Bertulot (1920-1943)    |
|            | ICI HABITAIT LOUIS EVERAERT NÉ 1912 RESISTANT ARRETE 16.12.1942 BREENDONK FUSILLE 15.3.1943 TIR NATIONAL | Jan Bollenstraat 34       | Louis Everaert (1912–1943)    |
|            | ICI HABITAIT PAUL GELENNE NÉ 1908 RESISTANT ARRETE 9.10.1942 BREENDONK FUSILLE 15.3.1943 TIR NATIONAL    | Sint-Albaansbergstraat 33 | Paul Gelenne (1908–1943)      |
|            | ICI HABITAIT JULIEN KEMEL NÉ 1919 RESISTANT ARRETE 9.10.1942 BREENDONK FUSILLE 13.1.1943 TIR NATIONAL    | Koningschapsstraat 36     | Julien Kemel (1919–1943)      |
|            | ICI HABITAIT GHISLAIN NEYBERGH NÉ 1910 RESISTANT ARRETE 6.2.1943 FUSILLE 20.10.1943 TIR NATIONAL         | Mutsaardlaan 20           | Ghislain Neybergh (1910–1943) |

### Leopoldswijk
De volgende Stolpersteine werden in Leopoldswijk, ook Europese wijk, geplaatst:
| Afbeelding | Inscriptie | Adres                                                      | Herdachte persoon |
| ---------- | --- | ---------------------------------------------------------- | --- |
|            | ICI ENSEIGNAIT PAULE MEVISSE NEÉ 1912 RESISTANTE ARRÊTÉE 23.7.1943 DÉTENUE SAINT-GILLES TRANSFERÉE ESSEN, MESUM, KREUZBURG, DESSAU EVADEÉ MARS 1945                          | 135, rue Belliard Leopoldswijk                             | Paule Mevisse (1912–2005) |
|            | ICI HABITAIT FELIX NUSSBAUM NÉ 1904 OSNABRÜCK POLITIQUE BRUXELLES 1937 ARRÊTÉ 21.6.1944 DÉTENU MALINES DÉPORTÉ 31.7.1944 AUSCHWITZ ASSASSINÉ AOÛT 1944                       | Archimedesstraat 22 Leopoldswijk                           | Felix Nussbaum werd geboren in 1904 in Osnabrück. Hij werd aangehouden op 21 juni 1944 en vanuit Kazerne Dossin gedeporteerd op 31 juli 1944. Hij was een van de 563 personen die deel uitmaakten van Konvooi XXVI. Hij werd in Auschwitz vermoord in augustus 1944.       |
|            | ICI HABITAIT FELKA NUSSBAUM- PLATEK NÉE 1898 VARSOVIE RÉFUGIÉE POLITIQUE BRUXELLES 1937 ARRÊTÉEE 21.6.1944 DÉTENUE MALINES DÉPORTÉE 31.7.1944 AUSCHWITZ ASSASSINÉE AOÛT 1944 | Archimedesstraat 22 Leopoldswijk                           | Felka Nussbaum-Platek werd geboren in 1898 in Warschau. Zij werd aangehouden op 21 juni 1944 en vanuit Kazerne Dossin gedeporteerd op 31 juli 1944. Zij was een van de 563 personen die deel uitmaakten van Konvooi XXVI. Zij werd in Auschwitz vermoord in augustus 1944. |
|            | ICI HABITAIT LIBA STERN NÉE 1921 ARRÊTÉE 20.5.1943 DÉTENUE MALINES DÉPORTÉE 1943 AUSCHWITZ ASSASSINÉE                                                                        | 135, rue Belliard Leopoldswijk                             | Liba Stern (1921–1943) |
|            | ICI HABITAIT JEAN SUGG NÉ 1897 ARRÊTÉ 21.3.1942 F.*.M.*. DES A.*.P.*. DÉPORTÉ POLITIQUE NACHT UND NEBEL ASSASSINÉ 6.5.1945 KASCHITZ                                          | Avenue Palmerston 22 Leopoldswijk                          | Jean Sugg (1893–1945) |
|            | ICI ENSEIGNAIT MADELEINE SULZBERGER-LEVEL NÉE 1907 ARRÊTÉE 6.7.1944 DÉTENUE MALINES DÉPORTÉE 1944 AUSCHWITZ ASSASSINÉE                                                       | Belliardstraat 135 Leopoldpark ingang Lycée Émile Jacqmain | Madeleine Sulzberger-Level werd geboren in 1907. Zij was lerares aan het Lycée Émile Jacqmain in Brussel. Zij werd aangehouden op 6 juli 1944 en vanuit Kazerne Dossin gedeporteerd in 1944. Zij werd in Auschwitz vermoord.                                               |

Plaatsingsdata
- 13 mei 2009: Wasserijstraat 37
- 3 augustus 2010: Accolaystraat 3, Huidevettersstraat 44
- 20 juli 2011: Archimedesstraat 22, Frédéric Bassestraat 14, Hoogstraat 313
- 5 maart 2012: Huidevettersstraat 186
- 24 juni 2012: Blaesstraat 145, Huidevettersstraat 45[28]
- 23 oktober 2013: Oppemstraat 25
- 29 oktober 2014: Camuselstraat 64, Huidevettersstraat 170, Karperbrug 13, Sint-Michielstraat 22, Zuidlaan 59, Zuinigheidsstraat 37[9][28][42][43]
- 15 februari 2015: Lombardstraat 53, Reebokstraat 16, Regentschapsstraat 51[44][45]
- 4 november 2015: Accolaystraat 11, Ons-Heerstraat 5, Sint-Gisleinsstraat 53, Spiegelstraat 35[10]
- 18 februari 2016: Huidevettersstraat 33, 35, 77 en 140[18][28]
- 1 september 2017: Hoogstraat 47, 49, 60a, 90 en 155, Huidevettersstraat 35, 37, 77, 84 (tw), 92 en 155[28][46]
- 2018: Hoogstraat 69 en 96[47]
- 11 februari 2018: Belliardstraat 135
- 2 september 2018: Huidevettersstraat 64, 74, 84 (tw), 89, 92, 94, 108, 112, 130, 134, 140, 141, 142, 146, 149, 153, 155, 156, 161, 179, 181, 187, 188, 205, 211 en 215[48]
- 22 november 2018: Accolaystraat 40, Antoine Dansaertstraat 15, Antwerpsesteenweg 67, Auguste Ortsstraat 6, Ernest Allardstraat 32, Groot Eilandstraat 70, Lombardstraat 72, Onze-Lieve-Vrouw van Gratiestraat 22, Rijkeklarenstraat 9, Vlaamsesteenweg 191[49]
- 10 oktober 2019: Anneessensstraat 23, Boomkwekerijstraat 20, Hallenstraat 13, Hooikaai 27, Jan Bollenstraat 34, Koningschapsstraat 36, Mutsaardlaan 20, Ruysbroeckstraat 56, Sint-Albaansbergstraat 33[50]
- 10 november 2019: Jagersstraat 9[50]
- 11 november 2019: Meerstraat 46, Vilain XIV-straat 40[50]
- 25 november 2019: Lombardstraat 55[51]

## Elsene
In Elsene liggen 28 Stolpersteine op 19 adressen.
| Afbeelding | Inscriptie | Adres                             | Herdachte persoon                                                                     |
| ---------- | --- | --------------------------------- | ------------------------------------------------------------------------------------- |
|            | ICI HABITAIT MAURITS ANDRIES NÉ 1894 RESISTANT ARRÊTÉ 30.6.1943 FUSILLÉ 30.11.1943 BREENDONK TIR NATIONAL                                                                   | Jean van Volsemstraat 40 Elsene   | Maurice Andries (1894–1943)                                                           |
|            | ICI HABITAIT JOSEPH BAUWIN NÉ 1905 RESISTANT ARRÊTÉ 30.6.1943 FUSILLÉ 28.2.1944 BREENDONK TIR NATIONAL                                                                      | Venetiëstraat 98 Elsene           | Joseph Bauwin (1905–1944)                                                             |
|            | ICI HABITAIT ARMAND BOGAERTS NÉ 1905 RESISTANT ARRÊTÉ 9.11.1942 FUSILLÉ 12.5.1943 TIR NATIONAL                                                                              | Jean d’Ardennestraat 11 Elsene    | Armand Bogaerts (1905–1943)                                                           |
|            | ICI HABITAIT JEAN BONTEMPS NÉ 1901 RESISTANT ARRÊTÉ 10.7.1943 BREENDONK FUSILLÉ 30.11.1943 TIR NATIONAL                                                                     | Limaugestraat 19 Elsene           | Jean Bontemps (1901–1943)                                                             |
|            | ICI HABITAIT JEAN CAIVEAU NÉ 1923 FRANCE RESISTANT ARRÊTÉ 30.6.1943 FUSILLÉ 26.2.1944 BREENDONK TIR NATIONAL                                                                | Jean van Volsemstraat 40 Elsene   | Jean Caiveau (1923–1944)                                                              |
|            | ICI HABITAIT RAOUL CLAEYS NÉ 1903 RESISTANT ARRÊTÉ 2.8.1942 FUSILLÉ 13.10.1943 TIR NATIONAL                                                                                 | Alphonse de Wittestraat 58 Elsene | Raoul Claeys (1903–1943)                                                              |
|            | ICI HABITAIT ARNAUD FRAITEUR NÉ 1924 RESISTANT ARRÊTÉ 15.4.1943 BREENDONK PENDU 10.5.1943 TIR NATIONAL                                                                      | Eendrachtstraat 60 Elsene         | Arnaud Fraiteur (1924–1943)                                                           |
|            | ICI HABITAIT SARAH GOLDBERG NÉE 1921 ARRÊTÉE 4.6.1943 RESISTANTE ARMÉE DÉTENUE MALINES DÉPORTÉE 1943 AUSCHWITZ RESCAPÉE                                                     | Riddersstraat 27 Elsene           | Sarah Goldberg (1921–2003)                                                            |
|            | ICI HABITAIT ARTHUR HELLMANN NÉ 1906 ALLEMAGNE RESISTANT ARRÊTÉ 2.6.1943 DETENU MALINES BREENDONK FUSILLÉ 28.2.1944 TIR NATIONAL                                            | Molièrelaan 162 Elsene            | Arthur Hellmann (1906–1944)                                                           |
|            | ICI HABITAIT ACHILLE HOTTIA NÉ 1921 RESISTANT ARRÊTÉ 24.4.1943 FUSILLÉ 30.9.1943 BREENDONK TIR NATIONAL                                                                     | Graystraat 125 Elsene             | Achille Hottia (1921–1943)                                                            |
|            | ICI HABITAIT EUGÈNE HUBEAU NÉ 1902 RESISTANT ARRÊTÉ 2.12.1942 FUSILLÉ 17.9.1943 TIR NATIONAL                                                                                | Luxemburgplein 13 Elsene          | Eugène Hubeau (1902–1943)                                                             |
|            | ICI HABITAIT ADELA KORN NÉE 1909 CRACOVIE PARTISAN ARMÉE ARRÊTÉE 9.7.1943 GESTAPO AVENUE LOUISE DÉTENUE SAINT-GILLES DÉPORTÉE 27.2.1944 AUSCHWITZ 1945 RAVENSBRÜCK RESCAPÉE | Alphonse Hottastraat 1 Elsene     | Adela Korn (1909–)                                                                    |
|            | ICI HABITAIT FLORA LACHS NÉE 1899 POLOGNE ARRÊTÉE 9.1.1944 DÉTENUE MALINES DÉPORTÉE 1944 AUSCHWITZ ASSASSINÉE 1944                                                          | Avenue Emile de Beco, 121 Elsene  | Flora Lachs (1899–1944)                                                               |
|            | ICI HABITAIT RICHARD LIPPER NÉ 1919 RESISTANT ARRÊTÉ 8.12.1943 FUSILLÉ 17.2.1944 TIR NATIONAL                                                                               | Washingtonstraat 63 Elsene        | Richard Lipper (1919–1944)                                                            |
|            | ICI HABITAIT ANDRÉ LOUIS NÉ 1907 RESISTANT ARRÊTÉ 28.9.1942 BREENDONK FUSILLÉ 13.1.1943 TIR NATIONAL                                                                        | Émile Clausstraat 39 Elsene       | André Louis (1907–1943)                                                               |
|            | ICI HABITAIT MARGUERITE NICHOLLS NÉE 1911 RÉSISTANTE ARRÊTÉ 2.2.1944 DÉTENUE SAINT-GILLES DÉPORTÉE 1944 RAVENSBRÜCK ASSASSINÉE 1945                                         | Brillat-Savarinlaan 92 Elsene     | Marguerite Nicholls (1911–1945)                                                       |
|            | ICI HABITAIT HENRI (HENOCH LEIB) PINKERT NÉ 1893 VARSOVIE ARRÊTÉ 25.11.1943 DÉTENU MALINES DÉPORTÉ 15.1.1944 AUSCHWITZ ASSASSINÉ                                            | Godecharlestraat 10 Elsene        | Henri Pinkert (1893–1944/45)                                                          |
|            | ICI HABITAIT YVAN GERMAIN POUKENS NÉ 1923 RESISTANT ARRÊTÉ JUILLET 1942 PRISON SAINT-GILLES DÉPORTÉ 'NACHT UND NEBEL' ESSEN, VECHTA KAISHEIM, DACHAU LIBÉRÉ                 | Alphonse Hottastraat 1 Elsene     | Yvan Poukens, geboren 1923, was lid van de inlichtingen- en actiedienst Beaver-Baton. |
|            | ICI HABITAIT JEAN REDING NÉ 1910 RESISTANT ARRÊTÉ 15.9.1942 FUSILLÉ 13.1O.1943 TIR NATIONAL                                                                                 | Kruisstraat 4 Elsene              | Jean Reding (1910–1943)                                                               |
|            | ICI HABITAIT BETSY BELLA SOBOL NÉE 1928 ARRÊTÉE 13.6.1944 DÉTENUE MALINES DÉPORTÉE 1944 AUSCHWITZ RESCAPÉE                                                                  | Jean Van Volsemstraat 64 Elsene   | Betsy Bella Sobol (1928–)                                                             |
|            | ICI HABITAIT DAVID SOBOL NÉ 1930 ARRÊTÉ 13.6.1944 DÉTENU MALINES DÉPORTÉ 1944 AUSCHWITZ ASSASSINÉ                                                                           | Jean Van Volsemstraat 64 Elsene   | David Sobol (1930–1944/45)                                                            |
|            | ICI HABITAIT MARIE MARJEM SOBOL NÉE 1895 ARRÊTÉE 13.6.1944 DÉTENUE MALINES DÉPORTÉE 1944 AUSCHWITZ ASSASSINÉE                                                               | Jean Van Volsemstraat 64 Elsene   | Marie Marjem Sobol (1895–1944/45)                                                     |
|            | ICI HABITAIT PAUL SOBOL NÉ 1926 ARRÊTÉ 13.6.1944 DÉTENU MALINES DÉPORTÉ 1944 AUSCHWITZ RESCAPÉ                                                                              | Jean Van Volsemstraat 64 Elsene   | Paul Sobol (1926–)                                                                    |
|            | ICI HABITAIT ROMAIN RYWEN SOBOL NÉ 1900 ARRÊTÉ 13.6.1944 DÉTENU MALINES DÉPORTÉ 1944 AUSCHWITZ ASSASSINÉ                                                                    | Jean Van Volsemstraat 64 Elsene   | Romain Rywen Sobol (1900–1944/45)                                                     |
|            | ICI HABITAIT BEATRICE STERN NÉE 1926 CACHÉE LIBERÉE 1945 | Avenue Emile de Beco, 121 Elsene  | Beatrice Stern (1926–2009)                                                            |
|            | ICI HABITAIT MAYER ABRAHAM STERN NÉ 1894 POLOGNE ARRÊTÉ 9.1.1944 DÉTENU MALINES DÉPORTÉ 1944 AUSCHWITZ ASSASSINÉ                                                            | Avenue Emile de Beco, 121 Elsene  | Mayer Abraham Stern (1894–1944/45)                                                    |
|            | ICI HABITAIT NORBERT STERN NÉ 1922 ARRÊTÉ 9.1.1944 DÉTENU MALINES DÉPORTÉ 1944 AUSCHWITZ ASSASSINÉ 1944                                                                     | Avenue Emile de Beco, 121 Elsene  | Norbert Stern (1922–1944)                                                             |
|            | ICI HABITAIT BRUNO WEINGAST NÉ 1912 POLOGNE RESISTANT ARRÊTÉ 6.7.1943 BREENDONK FUSILLÉ 26.2.1944 TIR NATIONAL                                                              | Goffartstraat 72 Elsene           | Bruno Weingast (1912–1944)                                                            |

- 20 juli 2011: Godecharlestraat 10[75]
- 29 oktober 2014: Riddersstraat 27, Jean Van Volsemstraat 64[9]
- 18 februari 2016: Alphonse Hottastraat 1[18]
- 5 december 2018: Eendrachtstraat 60, Jean d’Ardennestraat 11, Jean van Volsemstraat 40, Kruisstraat 4, Luxemburgplein 13, Venetiëstraat 98, Washingtonstraat 63[49]
- 17 oktober 2019: Alphonse de Wittestraat 58, Brillat-Savarinlaan 92, Émile Clausstraat 39, Goffartstraat 72, Graystraat 125, Limaugestraat 19, Molièrelaan 162[50]
- ? Alphonse Hottastraat 1
- ? Avenue Emile de Beco, 127

## Etterbeek
In Etterbeek liggen zes Stolpersteine op zes adressen.
| Afbeelding | Inscriptie | Adres                       | Herdachte persoon                                 |
| ---------- | --- | --------------------------- | ------------------------------------------------- |
|            | ICI HABITAIT RENÉ BLUM NÉ 1897 RESISTANT ARRÊTÉ 15.9.1942 FUSILLÉ 12.10.1943 TIR NATIONAL                                                                       | Avenue des Casernes, 61     | René Blum (1897–1943)                             |
|            | ICI HABITAIT MARCELINE ERMELINE DELOGE-HENROTIN NÉE 1876 RESISTANTE 'NACHT UND NEBEL' ARRÊTÉE 5.10.1941 DEPORTÉE 1942 RAVENSBRÜCK, MAJDANEK AUSCHWITZ ASSASINÉE | Rue Général Capiaumont, 100 | Marceline Ermeline Deloge-Henrotin (1876–1943/45) |
|            | ICI HABITAIT MARCEL DEMONCEAU NÉ 1914 RESISTANT ARRÊTÉ 10.7.1943 FUSILLÉ 22.2.1944 BREENDONK TIR NATIONAL                                                       | Rue de Theux, 84            | Marcel Demonceau (1914–1944)                      |
|            | ICI HABITAIT ALBERT MEURICE NÉ 1904 RESISTANT ARRÊTÉ 12.8.1943 BREENDONK FUSILLÉ 7.3.1944 TIR NATIONAL                                                          | Rue Albert Meurice, 15      | Albert Meurice (1904–1944)                        |
|            | ICI HABITAIT OMER VANDEUREN NÉ 1914 RESISTANT ARRÊTÉ 30.11.1942 BREENDONK FUSILLÉ 13.1.1943 TIR NATIONAL                                                        | Rue de Ramskapelle, 14      | Omer Vandeuren (1914–1943)                        |
|            | ICI HABITAIT EMILE VANLERBERGHE NÉ 1901 RESISTANT ARRÊTÉ 15.9.1942 FUSILLÉ 12.10.1943 TIR NATIONAL                                                              | Rue Generaal Fivé, 8        | Emile Vanlerberghe (1901–1943)                    |

- 28 november 2018: Kazernenlaan 61, de Theuxstraat 84[12][49]
- 17 oktober 2019: Albert Meuricestraat 15, Generaal Fivéstraat 8, Ramskapellestraat 14[50]

## Evere
In Evere liggen twee Stolpersteine op twee adressen. 
| Afbeelding | Inscriptie                                                                                             | Adres                     | Herdachte persoon             |
| ---------- | --- | ------------------------- | ----------------------------- |
|            | ICI HABITAIT MAURICE GEERAERTS NÉ 1912 RESISTANT ARRETÉ 28.8.1942 FUSILLÉ 13.10.1943 TIR NATIONAL      | Édouard Stuckensstraat 80 | Maurice Geeraerts (1912–1943) |
|            | ICI HABITAIT LOUIS RICKAL NÉ 1892 RESISTANT ARRETÉ 26.11.1943 BREENDONK FUSILLÉ 28.2.1944 TIR NATIONAL | Sint-Vincentiusstraat 50  | Louis Rickal (1892–1944)      |

De Stolpersteine van Evere werden geplaatst op 11 oktober 2019.

## Ganshoren
Op het grondgebied van Ganshoren zijn nog geen Stolpersteine geplaatst.

## Jette
In Jette liggen vijf Stolpersteine op vijf adressen.
| Afbeelding | Inscriptie | Adres                  | Herdachte persoon                |
| ---------- | --- | ---------------------- | -------------------------------- |
|            | ICI HABITAIT VALÈRE BROECKAERT NÉ 1902 RESISTANT ARRETÉ 9.12.1942 BREENDONK FUSILLÉ 15.3.1943 TIR NATIONAL     | Léon Dopéréstraat 78   | Valère Broeckaert (1902–1943)    |
|            | ICI HABITAIT JOZEF LOOSSENS NÉ 1899 RESISTANT ARRETÉ 20.10.1942 BREENDONK FUSILLÉ 13.1.1943 TIR NATIONAL       | Léon Theodorstraat 31  | Jozef Loossens (1899–1943)       |
|            | ICI HABITAIT FREDERIC MOHRFELD NÉ 1901 RESISTANT ARRETÉ 21.11.1942 BREENDONK FUSILLÉ 15.3.1943 TIR NATIONAL    | Capartlaan 1           | Frédéric Mohrfeld (1901–1943)    |
|            | ICI HABITAIT VINCENT VANDERMAELEN NÉ 1908 RESISTANT ARRETÉ 29.10.1942 BREENDONK FUSILLÉ 13.1.1943 TIR NATIONAL | Léon Theodorstraat 117 | Vincent Vandermaelen (1908–1943) |
|            | ICI HABITAIT ALOÏS VERSTRAETEN NÉ 1901 RESISTANT ARRETÉ 9.12.1942 BREENDONK FUSILLÉ 13.1.1943 TIR NATIONAL     | Moranvillestraat 4     | Aloïs Verstraeten (1901–1943)    |

De Stolpersteine van Jette werden geplaatst op 10 oktober 2019.

## Koekelberg
In Koekelberg liggen drie Stolpersteine op drie adrssen.
| Afbeelding | Inscriptie | Adres                | Herdachte persoon |
| ---------- | --- | -------------------- | --- |
|            | ICI HABITAIT FRJMA CZIPIS NÉE 1901 RUSSIE ARRÊTÉE 3./4.9.1943 AKTION ILTIS INTERNÉE MALINES DÉPORTÉE 1943 AUSCHWITZ ASSASSINÉE | Omer Lepreuxtraat 30 | Frjma Czipis werd in 1901 in Rusland geboren. Zij werd tijdens Aktion Iltis gearresteerd en in 1943 vanuit Kazerne Dossin gedeporteerd naar Auschwitz, waar zij werd vermoord. |
|            | ICI HABITAIT HANS SAUER NÉ 1906 ALLEMAGNE ARRÊTÉ 8.10.1942 INTERNÉ MALINES DÉPORTÉ 1942 AUSCHWITZ ASSASSINÉ                    | Jules Besmestraat 57 | Hans Sauer (1906-1942/45) |
|            | ICI HABITAIT ANDZEL ZYLBERBERG NÉ 1900 POLOGNE ARRÊTÉ 31.8.1942 INTERNÉ MALINES DÉPORTÉ 1942 AUSCHWITZ ASSASSINÉ               | Schmitzstraat 2      | Andzel Zylberberg (1920-1942/45) |

De Stolpersteine van Koekelberg werden geplaatst op 18 februari 2016.

## Oudergem
Er is een Stolperstein in Oudergem.
| Afbeelding | Inscriptie | Adres                      | Herdachte persoon       |
| ---------- | --- | -------------------------- | ----------------------- |
|            | ICI HABITAIT JACQUES RAFFELD NÉ 1920 ARRÊTÉ 11.6.1943 PRISON SAINT-GILLES DÉTENU MALINES 23.7.1943 DÉPORTÉ 31.7.1943 AUSCHWITZ RESCAPÉ | Jean Van Horenbeecklaan 40 | Jacques Raffeld (1920-) |

Het Stolperstein werd gelegd op 3 november 2015.

## Schaarbeek
Schaarbeek
| Afbeelding | Inscriptie | Adres                                 | Herdachte persoon |
| ---------- | --- | ------------------------------------- | --- |
|            | | Kolonel Picquartlaan 1 Schaarbeek     | Famille Flinker |
|            | ICI HABITAIT SARA BLONDER NEE 1907 ARRETEE 29.10.1942 DETENUE MALINES DEPORTEE 31.10.1942 ASSASSINEE AUSCHWITZ                                       | Vandeweyerstraat 125 Schaarbeek       | Sara Blonder (1907 - 1942) |
|            | ICI HABITAIT HENRI ALEXANDROWICZ NÉ 1923 ARRÊTÉ 19.1.1944 DÉTENU MALINES DÉPORTÉ 4.4.1944 ASSASSINÉ AUSCHWITZ                                        | Eugène Demolderlaan 73 Schaarbeek     | Henri Alexandrowicz (1923-1944/45) |
|            | ICI HABITAIT THÉODORE ANGHELOFF NÉ 1900 BULGARIE RESISTANT ARRÊTÉ 19.1.1943 FUSSILÊ 30.11.1943 BREENDONK TIR NATIONAL                                | Vondelstraat 79 Schaarbeek            | Théodore Angheloff (1900-1943) |
|            | ICI HABITAIT NINA ARONOWICZ NÉE 1932 ARRÊTÉE 5.4.1944 IZIEU DÉTENUE MONTLUC DRANCY DÉPORTÉE 13.4.1944 ASSASSINÉE AUSCHWITZ                           | Verboeckhavenstraat 104 Schaarbeek    | Nina Aronowicz (1932-1944/45) |
|            | ICI HABITAIT ÉLISE AUBANEL NÉE 1898 RÉSISTANTE ARRÊTÉE 14.8.1943 PRISON ETTERBEEK PRISON SAINT-GILLES DÉPORTÉE 1944 RAVENSBRUCK ASSASSINÉE 25.4.1945 | Voltairelaan 100 Schaarbeek           | Élise Aubanel (1898-1945) |
|            | ICI HABITAIT PEISAH BUHBINDER NÉ 1906 ROUMANIE RÉSISTANTE ARRÊTÉE 13.1.1943 DETENU MALINES DÉPORTÉ 1943 AUSCHWITZ ASSASSINÉ                          | Van Dyckstraat 31 Schaarbeek          | Peisah Buhbinder (1906-1943/45) |
|            | ICI HABITAIT JEAN VAN CAMPENHOUT NÉ 1896 RESISTANT ARRÊTÉ 27.10.1942 FUSILLÉ 12.5.1943 TIR NATIONAL                                                  | Koninginnelaan 3 Schaarbeek           | Jean van Campenhout (1896-1943) |
|            | ICI HABITAIT RENÉ COPINNE NÉ 1910 RESISTANT ARRÊTÉ 8.7.1942 FUSILLÉ 18.1.1943 TIR NATIONAL                                                           | Notelaarstraat 152 Schaarbeek         | René Copinne (1910-1943) |
|            | ICI HABITAIT MARCEL DENOOZ NÉ 1895 RESISTANT ARRÊTÉ 11.8.1942 FUSILLÉ 12.10.1943 TIR NATIONAL                                                        | Paul Devignestraat 119 Schaarbeek     | Marcel Denooz (1895-1943) |
|            | ICI HABITAIT HIRSCH JOSEPH HIRSCHOWITZ NÉ 1893 ARRÊTÉ 11.10.1942 DÉTENU MALINES DÉPORTÉ 1942 AUSCHWITZ ASSASSINÉ                                     | Victor Hugostraat 17 Schaarbeek       | Hirsch Joseph Horschowitz (1893-1942/45) |
|            | ICI HABITAIT ALICE DE JONGH NÉE DECARPENTERIE 1891 RESISTANTE ARRÊTÉE 23.2.1943 DÉTENUE SAINT-GILLES, FOREST LIBERÉE 8.11.1943                       | Rue Emile Verhaeren 73 Schaarbeek     | Alice de Jongh née Decarpenterie (1891-1971) |
|            | ICI HABITAIT ALICE 'DÉ DÉE' DE JONGH NÉE 1916 RESISTANTE ARRÊTÉE 15.1.1943 DÉTENUE RAVENSBRÜCK MAUTHAUSEN LIBERÉE                                    | Rue Emile Verhaeren 73 Schaarbeek     | Andrée de Jongh ook Dé Dée (1916-2007) |
|            | ICI HABITAIT FREDERIC DE JONGH NÉ 1897 RESISTANT ARRÊTÉ 7.6.1943 PARIS DÉTENU FRESNES FUSILLÉ 28.3.1944 FORTERESSE MONT-VALERIEN                     | Rue Emile Verhaeren 73 Schaarbeek     | Frédéric de Jongh (1897-1944) |
|            | ICI HABITAIT SALOMON KAROLINSKI NÉ 1908 RÉSISTANT ARRÊTÉ 15.8.1942 INTERNÉ MALINES DÉPORTÉ 18.8.1942 AUSCHWITZ ASSASSINÉ 25.9.1942                   | Vondelstraat 40 Schaarbeek            | Salomon Karolinski (1908-1942) |
|            | ICI HABITAIT ANNA KUROPATWA- WEINMANN NÉE 1907 ARRÊTÉE 18.8.1942 DÉTENUE PRISON SAINT-GILLES MALINES DÉPORTÉE 25.8.1942 AUSCHWITZ ASSASSINÉE         | Max Roosestraat 48 Schaarbeek         | Anna Kuropatwa-Weinmann (1907-1942/45) |
|            | ICI HABITAIT GERZON ZELIK KUROPATWA NÉ 1898 ARRÊTÉ 18.8.1942 DÉTENU MALINES DÉPORTÉ 1942 AUSCHWITZ ASSASSINÉ                                         | Max Roosestraat 48 Schaarbeek         | Gerzon Zelik Kuropatwa (1898-1942/45) |
|            | ICI HABITAIT ARMAND LEFORT NÉ 1895 RESISTANT ARRÊTÉ 11.8.1942 PRISON SAINT-GILLES FUSILLÉ 12.10.1943 TIR NATIONAL                                    | Général Eisenhowerlaan 11 Schaarbeek  | Armand Lefort (1895–1943) |
|            | ICI HABITAIT MIKULAS LOVENVIRTH NÉ 1922 TCHECOSLOVAQUIE RESISTANT ARRÊTÉ 9.2.1943 BREENDONK FUSILLÉ 15.3.1943 TIR NATIONAL                           | Destouvellesstraat 28 Schaarbeek      | Mikulas Lovenvirth (1922–1943) |
|            | ICI HABITAIT GEORGES MARECHAL NÉ 1892 RESISTANT ARRÊTÉ 18.11.1942 FUSILLÉ 20.10.1943 TIR NATIONAL                                                    | Voltairelaan 162 Schaarbeek           | Georges Marechal (1892–1943) |
|            | ICI HABITAIT CHANA MINC NÉE 1908 POLOGNE ARRÊTÉE 29.5.1942 DÉTENUE DRANCY DÉPORTÉE AUSCHWITZ ASSASSINÉE 20.9.1942                                    | Diamantlaan 99 Schaarbeek             | Chana Minc (1908–1942) |
|            | ICI HABITAIT JEAN MOETWIL NÉ 1910 RESISTANT ARRÊTÉ 8.7.1943 FUSILLÉ 26.2.1944 BREENDONK TIR NATIONAL                                                 | Lindestraat 76 Schaarbeek             | Jean Moetwil (1910–1944) |
|            | | Gallaitstraat 76 Schaarbeek           | Familie Nagiel-Amtman |
|            | ICI HABITAIT GEORGES NOEL NÉ 1898 RESISTANT ARRÊTÉ 6.2.1943 FUSILLÉ 20.10.1943 TIR NATIONAL                                                          | Joseph Coosemansstraat 46             | Georges Noel (1898–1943) |
|            | ICI HABITAIT MAURICE (MARCEL) ORCHER RÉSISTANT NÉ 1919 ARRÊTÉ 8.7.1943 DÉTENU PRISON SAINT-GILLES ESTERWEGEN DECAPITÉ 27.10.1944 MUNICH              | Verhasstraat 31 Schaarbeek            | Maurice Orcher, ook Marcel (1919–1944) |
|            | ICI HABITAIT ELISABETH ORCHER-KAROLINSKI NÉE 1912 RÉSISTANTE ARRÊTÉE 15.8.1942 INTERNÉE MALINES DÉPORTÉE 18.8.1942 AUSCHWITZ ASSASSINÉE 20.8.1942    | Vondelstraat 40 Schaarbeek            | Elisabeth Orcher-Karolinski (1912–1942) |
|            | ICI HABITAIT FRANZ ROCHAT NÉ 1908 ARRÊTÉ 28.2.1942 F. M. DES A. P. DEPORTÉ POLITIQUE NACHT UND NEBEL ASSASSINÉ 6.1.1945 UNTERMANSFELD                | Clayslaan 23 Schaarbeek               | Franz Rochat werd geboren in 1908. Hij werd gearresteerd op 28 februari 1942 en gedeporteerd. Hij werd vermoord op 6 januari 1945. Rochat was lid van de loge Les Amis Philanthropes nº 1 en later ook van Liberté Chérie, de loge die ontstond in Kamp Esterwegen. |
|            | ICI HABITAIT HAJA ROTER-TENENBAUM NÉE 1906 POLOGNE ARRÊTÉE 6.2.1943 DÉTENUE MALINES DÉPORTÉE 19.4.1943 AUSCHWITZ                                     | Hutstraat 41 Schaarbeek               | Haja Roter-Tenenbaum (1906-1943/45) |
|            | ICI HABITAIT NAFTALI ROZENBLUM NÉ 1900 POLOGNE ARRÊTÉ 3.4.1944 DÉTENU MALINES DÉPORTÉ 4.4.1944 AUSCHWITZ ASSASSINÉ 13.3.1945                         | Guido Gezellestraat 68                | Naftali Rozenblum (1900-1944/45) |
|            | ICI HABITAIT LOUIS THIRYN NÉ 1918 RESISTANT ARRÊTÉ 23.5.1944 DÉPORTÉ 1944 DORA, ELLRICH BUCHENWALD MARCHE DE LA MORT ASSASSINÉ 14.4.1945             | Notelaarsstraat 328 Schaarbeek        | Louis Thiryn (1918-1945) |
|            | ICI HABITAIT LEON VREURICK NÉ 1900 RESISTANT ARRÊTÉ 11.8.1942 FUSILLÉ 12.10.1943 TIR NATIONAL                                                        | Auguste Lambiottestraat 71 Schaarbeek | Léon Vreurick (1900-1943) |
|            | ICI HABITAIT SUZANNE WITTEK NÉE DE JONGH 1915 RESISTANTE ARRÊTÉE 2.7.1942 DEPORTÉE RAVENSBRÜCK MAUTHAUSEN LIBERÉE                                    | Rue Emile Verhaeren 73 Schaarbeek     | Suzanne Wittek née de Jongh (1915-1964) |

- 13 mei 2009: Vondelstraat 40[80]
- 30 oktober 2014: Max Roosestraat 48, Victor Hugostraat 17[9]
- 15 februari 2015: Max Roosestraat 48 (Anna Kuropatwa-Weinmann)[44][45]
- 3 november 2015: Eugène Demolderlaan 73, Verboeckhavenstraat 104[10]
- 21 november 2018: Auguste Lambiottestraat 71, Joseph Coosemansstraat 46, Koninginnelaan 3, Lindestraat 76, Notelaarstraat 152, Paul Devignestraat 119, Voltairelaan 162, Vondelstraat 79[49]
- 11 oktober 2019: Destouvellesstraat 28, Général Eisenhowerlaan 11, Guido Gezellestraat 68[50]
- Clayslaan 23, Diamantlaan 99, Hutstraat 41, Verhasstraat 31, Voltairelaan 100

## Sint-Agatha-Berchem
Sint-Agatha-Berchem
| Stolperstein | Inscriptie | Adres                                   | Biografie                           |
| ------------ | --- | --------------------------------------- | ----------------------------------- |
|              | ICI HABITAIT JOSEPH MORDKA HALTER NÉ 1890 ARRÊTÉ AOÛT 1942 DÉTENU DRANCY DÉPORTÉ 1942 AUSCHWITZ ASSASSINÉ                          | Gentsesteenweg 1116 Sint-Agatha-Berchem | Joseph Mordka Halter (1890-1942/45) |
|              | ICI HABITAIT PAUL HALTER NÉ 1920 ARRÊTÉ 16.6.1943 RESISTANT ARMÉ PRISON SAINT-GILLES DÉTENU MALINES DÉPORTÉ 1943 AUSCHWITZ RESCAPÉ | Gentsesteenweg 1116 Sint-Agatha-Berchem | Paul Halter (1920-)                 |
|              | ICI HABITAIT RYFKA HOROWITZ NÉE 1892 ARRÊTÉE AOÛT 1942 DÉTENUE DRANCY DÉPORTÉE 1942 AUSCHWITZ ASSASSINÉE                           | Gentsesteenweg 1116 Sint-Agatha-Berchem | Rifka Horowitz (1892-1942/45)       |

De Stolpersteine van Sint-Agatha-Berchem werden geplaatst op 30 oktober 2014.

## Sint-Gillis
Sint-Gillis
| Stolperstein | Inscriptie | Adres                                    | Biografie |
| ------------ | --- | ---------------------------------------- | --- |
|              | ICI HABITAIT MATHILDE BENARDOUT NÉE 1893 ARRÊTÉE 29.3.1944 DÉTENUE MALINES DÉPORTÉE 4.4.1944 ASSASSINÉE                                                              | Berckmansstraat 127a Sint-Gillis         | Mathilde Benardout (1893-1944/45) |
|              | ICI HABITAIT RAYMOND BOSMANS NÉE 1902 RESISTANT ARRÊTÉE 31.7.1943 FUSILLE 30.11.1943 BREENDONK TIR NATIONAL                                                          | Ierlandstraat 82 Sint-Gillis             | Raymond Bosmans (1902-1943) |
|              | ICI HABITAIT GELA (CATHERINE) CALKA NÉE 1901 POLOGNE ARRÊTÉE 1943 DÉTENUE MALINES DÉPORTÉE 19.4.1943 AUSCHWITZ-BIRKENAU RESCAPÉE                                     | Roemeniëstraat 5 Sint-Gillis             | Gela (Catherine) Calka (1901-) |
|              | ICI HABITAIT LILI COHEN NÉE 1921 GRECE ARRÊTÉE 27.3.1944 DÉTENUE MALINES DÉPORTÉE 4.4.1944 AUSCHWITZ LIBÉRÉE 2.5.1945                                                | Berckmansstraat 127 Sint-Gillis          | Lili Cohen (1921-) |
|              | ICI HABITAIT ALBERT DELCROIX NÉE 1894 RESISTANT ARRÊTÉE 24.7.1943 FUSILLE 8.3.1944 TIR NATIONAL                                                                      | Emile Féronstraat 28 Sint-Gillis         | Albert Delcroix (1894-1944) |
|              | ICI HABITAIT ABRAHAM EFIRA NÉ 1904 FRANCE ARRÊTÉE 30.6.1944 DÉTENUE MALINES DÉPORTÉE 1944 AUSCHWITZ ASSASSINÉ                                                        | Overwinningsstraat 88 Sint-Gillis        | Abraham Efira (1904-1944/45) |
|              | ICI HABITAIT ROSA EHRLICH NÉE 1921 6.7.1943 DÉTENUE MALINES DÉPORTÉE 1944 AUSCHWITZ RESCAPÉE                                                                         | Hallepoortlaan 14 Sint-Gillis            | Rosa Ehrlich (1921-) |
|              | ICI HABITAIT ESTER EKERMAN NÉE 1897 POLOGNE ARRÊTÉE JUILLET 1942 DÉTENUE GURS, RIVESALTES, DRANCY DÉPORTÉE 25.9.1942 SACHSENHAUSEN AUSCHWITZ ASSASSINÉE 30.9.1942    | Zwedenstraat 37 Sint-Gillis              | Ester Ekerman (1897-1942) |
|              | ICI HABITAIT PINKUS FRYDMAN NÉE 1907 POLOGNE CACHÉ RESCAPÉ | 63, rue de l'Eglise Sint-Gillis          | Pinkus Frydman (1907–) |
|              | ICI HABITAIT SURA FRYDMAN- ZYLBERSTEJN NÉE 1906 POLOGNE ARRETÉE 7.7.1944 DENTENUE MALINES DEPORTÉE 31.7.1944 AUSCHWITZ RESCAPÉE                                      | 63, rue de l'Eglise Sint-Gillis          | Sura Frydman-Zylberstejn (1906–) |
|              | ICI HABITAIT RUCHLA GOLDMAN- SZTOKFEDER NÉE 1919 POLOGNE ENFUIE EN FRANCE ARRETEE FRONTIERE SUISSE DETENUE DRANCY DEPORTEE 1942 AUSCHWITZ ASSASSINEE 20.9.1942       | Engelandstraat 20 Sint-Gillis            | Ruchla Goldman-Sztokfeder (1919-1942) |
|              | ICI HABITAIT CHANA GRUSZKA NÉE 1899 ARRÊTÉE 4.9.1942 DÉTENUE MALINES DÉPORTÉE 1942 AUSCHWITZ ASSASSINÉE                                                              | Coenraetsstraat 29 Sint-Gillis           | Chana Gruszka (1899-1942/45) |
|              | ICI HABITAIT IDES ICZKOVIC-OVA NÉE 1911 AUTRICHE-HONGRIE ARRÊTÉE 29.1.1943 DÉTENUE MALINES DÉPORTÉE 1943 AUSCHWITZ ASSASSINÉE                                        | Théodore Verhaegenstraat 226 Sint-Gillis | Ides Iczkovic-Ova (1911—1943) |
|              | ICI HABITAIT BERTHA KICHKA NÉE 1927 CONVOCATION AJB DÉTENUE MALINES DÉPORTÉE 1942 AUSCHWITZ ASSASSINÉE                                                               | Coenraetsstraat 29 Sint-Gillis           | Bertha Kichka (1927-1942/45) |
|              | ICI HABITAIT HENRI KICHKA NÉ 1926 ARRÊTÉ 4.9.1942 DÉTENU MALINES DÉPORTÉ 1942 AUSCHWITZ RESCAPÉ                                                                      | Coenraetsstraat 29 Sint-Gillis           | Henri Kichka (1926-) |
|              | ICI HABITAIT JOSEK KICHKA NÉ 1898 ARRÊTÉ 4.9.1942 DÉTENU MALINES DÉPORTÉ 1942 AUSCHWITZ ASSASSINÉ                                                                    | Coenraetsstraat 29 Sint-Gillis           | Josek Kichka (1898-1942/45) |
|              | ICI HABITAIT NICHA KICHKA NÉE 1933 ARRÊTÉE 4.9.1942 DÉTENUE MALINES DÉPORTÉE 1942 AUSCHWITZ ASSASSINÉE                                                               | Coenraetsstraat 29 Sint-Gillis           | Nicha Kichka (1933-1942/45) |
|              | ICI HABITAIT GELA KORONCZYK NÉE 1920 ARRÊTÉE 30.10.1942 INTERNÉE MALINES DÉPORTÉE 1942 AUSCHWITZ ASSASSINÉE                                                          | Overwinningsstraat 151 Sint-Gillis       | Gela Koronczyk (1920—1942/45) |
|              | ICI HABITAIT ICEK (JACQUES) KRUSZEL NÉ 1902 POLOGNE ARRÊTÉ 1943 DÉTENU MALINES DÉPORTÉ 19.4.1943 ÉVADÉ DU XXE CONVOI                                                 | Roemeniëstraat 5 Sint-Gillis             | Icek (Jacques) Kruszel (1902-) |
|              | ICI HABITAIT MARIA LAJA KRUSZEL NÉE 1929 ARRÊTÉE 1943 DÉTENUE MALINES DÉPORTÉE 19.4.1943 AUSCHWITZ-BIRKENAU RESCAPÉE                                                 | Roemeniëstraat 5 Sint-Gillis             | Maria Laja Kruszel (1929-) |
|              | ICI HABITAIT BINA LIBERMAN- KIRSZENBAUM NÉE 1913 ARRÊTÉE 3./4.9.1942 DÉTENUE MALINES DÉPORTÉE 12.9.1942 AUSCHWITZ ASSASSINÉE                                         | Théodore Verhaegenstraat 219 Sint-Gillis | Bina Liberman-Kirszenbaum (1913-1942/45) |
|              | ICI HABITAIT HERCKA LIBERMAN NÉ 1907 ARRÊTÉ 3./4.9.1942 DÉTENU MALINES DÉPORTÉ 12.9.1942 AUSCHWITZ ASSASSINÉ                                                         | Théodore Verhaegenstraat 219 Sint-Gillis | Hercka Liberman (1907-1942/45) |
|              | ICI HABITAIT ERNST MUSETTE NÉ 1922 RESISTANT ARRÊTÉE 5.11.1943 FUSILLE 26.2.1944 BREENDONK TIR NATIONAL                                                              | Waterloosesteenweg 96 Sint-Gillis        | Ernest Musette (1922-1944) |
|              | ICI HABITAIT ARON NAJMILLER NÉ 1903 ARRÊTÉ ÉTÉ 1942 MALINES DÉPORTÉ 1942 AUSCHWITZ ASSASSINÉ 12.8.1942                                                               | Stenen-Kruisstraat 37 Sint-Gillis        | Aron Najmiller (1903-1942) |
|              | ICI HABITAIT JULIETTE NISENBAUM NÉE 1932 ARRÊTÉE 19.1.1943 DÉTENUE MALINES DÉPORTÉE 1943 AUSCHWITZ ASSASSINÉE                                                        | Antoine Bréartstraat 76 Sint-Gillis      | Juliette Nisenbaum (1932-1943/45) |
|              | ICI HABITAIT ISRAEL ZISEL RAINDORF NÉ 1883 ARRÊTÉ MAI 1943 DÉTENU MALINES DÉPORTÉ 1943 AUSCHWITZ ASSASSINÉ                                                           | Jourdanstraat 90 Sint-Gillis             | Israel Zisel Raindorf (1883-1943/45) |
|              | ICI HABITAIT RENÉ AARON RAINDORF NÉ 1918 ARRÊTÉ 19.7.1943 DÉTENU BREENDONK/MALINES DÉPORTÉ 1944 AUSCHWITZ RESCAPÉ                                                    | Jourdanstraat 90 Sint-Gillis             | René Aaron Raindorf (1918—) |
|              | ICI HABITAIT JACQUES ISAAC ROZENBERG NÉ 1922 RÉSISTANT ARRÊTÉ JUIN 1943 DÉTENU MALINES DÉPORTÉ 1943 AUSCHWITZ RESCAPÉ                                                | Coenraetsstraat 8 Sint-Gillis            | Jacques Isaac Rozenberg (1922—) |
|              | ICI HABITAIT MARTIAL VAN SCHELLE NÉ 1899 RESISTANT ARRÊTÉ 15.1.1943 FUSILLE 15.3.1943 BREENDONK TIR NATIONAL                                                         | IJskelderstraat 14 Sint-Gillis           | Martial Van Schelle (1899—1943) was een bekend Belgisch sportman en ondernemer. Tijdens de oorlog was hij actief in het verzet. Hij werd in 1943 gearresteerd en niet veel later ter dood gebracht. |
|              | ICI HABITAIT DAVID NISSIM SEPHIHA NÉ 1890 TURQUIE ARRÊTÉ 21.10.1943 DETENU MALINES DEPORTÉ 1943 BUCHENWALD MARCHE DE LA MORT DACHAU DECEDÉ 19.5.1945                 | Théodore Verhaegenstraat 126 Sint-Gillis | David Nissim Sephiha (1890—1945) |
|              | ICI HABITAIT ANNA STRASSBERG NÉE 1933 ARRÊTÉE 16.6.1943 INTERNÉE MALINES DÉPORTÉE 1943 AUSCHWITZ ASSASSINÉE 2.8.1943                                                 | Fonsnylaan 77 Sint-Gillis                | Anna Strassberg (1933—1943) |
|              | ICI HABITAIT LÉON STRASSBERG NÉ 1939 ARRÊTÉ 16.6.1943 INTERNÉ MALINES DÉPORTÉ 1943 AUSCHWITZ ASSASSINÉ 2.8.1943                                                      | Fonsnylaan 77 Sint-Gillis                | Léon Strassberg (1939—1943) |
|              | ICI HABITAIT ELIAS SZTOKFEDER NÉ 1922 POLOGNE ARRÊTÉ 19.4.1944 DETENU MALINES DEPORTÉ 15.5.1944 AUSCHWITZ ASSASSINE                                                  | Hollandstraat 24 Sint-Gillis             | Elias Sztokfeder (1922—1945) |
|              | ICI HABITAIT JEAN SZTOKFEDER "WALTER SCHILLINGER" NÉ 1922-1926 POLOGNE CACHE RESCAPE                                                                                 | Engelandstraat 20 Sint-Gillis            | Jean Sztokfeder (1922/26—2020) |
|              | ICI HABITAIT MOJSZE SZTOKFEDER NÉ 1895 POLOGNE ARRÊTÉ 19.4.1944 DETENU MALINES DEPORTÉ 15.5.1944 AUSCHWITZ ASSASSINE                                                 | Hollandstraat 24 Sint-Gillis             | Nojsze Sztokfeder (1895—1944/45) |
|              | ICI HABITAIT SIMON SZTOKFEDER NÉ 1926 FRANCE ARRÊTÉ 19.4.1944 DETENU MALINES DEPORTÉ 15.5.1944 AUSCHWITZ MAUTHAUSEN 1945 ASSASSINE                                   | Hollandstraat 24 Sint-Gillis             | Simon Sztokfeder (1926—1945) |
|              | ICI HABITAIT CHAJA SZTOKFEDER-LERMAN NÉE 1892 POLOGNE CACHEE DECEDÉE 22.1.1944 UCCLE                                                                                 | Hollandstraat 24 Sint-Gillis             | Chaja Sztokfeder-Lerman (1892—1944) |
|              | ICI HABITAIT JEAN FRANCOIS TIHON NE 1898 RESISTANT ARRETE 20.7.1943 FUSILLE 8.3.1944 TIR NATIONAL                                                                    | Jean Stasstraat 4 Sint-Gillis            | Jean-François Tihon (1898—1944) |
|              | ICI HABITAIT TEWEL TUSZYNSKI NÉ 1900 POLOGNE ARRÊTÉ 30.9.1943 DÉTENU MALINES DÉPORTÉ 15.1.1944 AUSCHWITZ ASSASSINÉ 17.1.1944                                         | De Merodestraat 11 Sint-Gillis           | Tewel Tuszynski (1900—1944) |
|              | ICI HABITAIT SZAMA WAJNBAUM NÉ 1894 POLOGNE ARRÊTÉ JUILLET 1942 DÉTENU GURS, RIVESALTES, DRANCY DEPORTÉ 25.9.1942 SACHSENHAUSEN AUSCHWITZ-BLECHHAMMER ASSASSINE 1944 | Zwedenstraat 37 Sint-Gillis              | Szama Wajnbaum (1894—1944) |
|              | ICI HABITAIT LAJA LEA WEJNTRAUB NÉE 1901 ARRÊTÉE 19.1.1943 DÉTENUE MALINES DEPORTÉE 1943 AUSCHWITZ ASSASSINÉE                                                        | Antoine Bréartstraat 76 Sint-Gillis      | Laja Lea Wejntraub (1901—1943/45) |
|              | ICI HABITAIT PHILIPPE WINNEN NÉE 1904 RESISTANT ARRÊTÉE 9.2.1943 FUSILLE 6.7.1943 TIR NATIONAL                                                                       | Fortstraat 47 Sint-Gillis                | Philippe Winnen (1904—1943) |
|              | ICI HABITAIT HERSZ JEHUDA ZALC NÉ 1909 ARRÊTÉ 24.9.1943 DÉTENU MALINES TORTURÉ DÉCÉDÉ 27.2.1945                                                                      | Arthur Diderichstraat 71 Sint-Gillis     | Hersz Jehuda Zalc (1909—1945) |
|              | ICI HABITAIT KULA ZYLBERBERG- BRUTMAN NÉE 1887 POLOGNE ARRÊTÉE 16.9.1942 DÉTENUE MALINES DÉPORTÉE 1942 AUSCHWITZ ASSASSINÉE                                          | Joseph Claesstraat 103 Sint-Gillis       | Kula Zylberberg-Brutmann (1887—1942/45) |

De Stolpersteine van Sint-Gillis werden geplaatst op de volgende dagen:
- 3 augustus 2010: Fonsnylaan 77, De Merodestraat 11, Overwinningsstraat 151, Stenen-Kruisstraat 37
- 23 oktober 2013: Théodore Verhaegenstraat 219
- 30 oktober 2014: Antoine Bréartstraat 76, Arthur Diderichstraat 71, Coenraetsstraat 29, Hallepoortlaan 14, Jourdanstraat 90[9]
- 15 februari 2015: Berckmansstraat 127a[44][45]
- 3 november 2015: Berckmansstraat 127, Roemeniëstraat 5, Zwedenstraat 37[10]
- 4 februari 2017: Engelandstraat 20, Hollandstraat 24
- 20 november 2018: Emile Féronstraat 28, Fortstraat 47, Ierlandstraat 82, IJskelderstraat 14, Jean Stasstraat 4, Waterloosesteenweg 96[82]
- 11 oktober 2019: Joseph Claesstraat 103, Overwinningsstraat 88, Théodore Verhaegenstraat 126[50]

## Sint-Jans-Molenbeek
Sint-Jans-Molenbeek
| Afbeelding | Inscriptie | Adres                                          | Biografie                                 |
| ---------- | --- | ---------------------------------------------- | ----------------------------------------- |
|            | ICI HABITAIT ETRUSCO BENCI NÉ 1905 ITALIE RESISTANT ARRÊTÉ 20.2.1943 FUSILLÉ 12.6.1943 TIR NATIONAL                                     | Parelstraat 10 Sint-Jans-Molenbeek             | Etrusco Benci (1905–1943)                 |
|            | ICI HABITAIT RENÉ COMHAIRE NÉ 1897 RESISTANT ARRÊTÉ 9.10.1942 FUSILLÉ 13.1.1943 BREENDONK TIR NATIONAL                                  | Gentsesteenweg 110 Sint-Jans-Molenbeek         | René Comhaire (1897–1943)                 |
|            | ICI HABITAIT GIZELA EISDORFER-OVA NÉE 1917 AUTRICHE-HONGRIE ARRETÉE 12.10.1942 DÉTENUE MALINES DÉPORTÉE AUSCHWITZ ASSASSINÉE            | Vandermaelenstraat 6 Sint-Jans-Molenbeek       | Gizela Eisdorfer-Ova (1917–1942/45)       |
|            | ICI HABITAIT JOSEPH ELBERG NÉ 1888 POLOGNE ARRETÉ 15.9.1943 DÉTENU MALINES DÉPORTÉ 20.9.1943 AUSCHWITZ ASSASSINÉ                        | Prinsesstraat 14 Sint-Jans-Molenbeek           | Joseph Elberg (1888–1943/45)              |
|            | ICI HABITAIT HINDA ESTERA ELBERG-BITTER NÉE 1899 POLOGNE ARRÊTÉE 15.9.1943 DÉTENUE MALINES DÉPORTÉE 20.9.1943 AUSCHWITZ ASSASSINÉE      | Prinsesstraat 14 Sint-Jans-Molenbeek           | Hinda Estera Elberg-Bitter (1899–1943/45) |
|            | ICI HABITAIT DOBA DORA LIBESKIND NÉE 1926 ARRÊTÉE 27.2.1941 DÉTENUE RIVESALTES DRANCY DÉPORTÉE 9.9.1942 AUSCHWITZ ASSASSINÉE 11.9.1942  | Gentsesteenweg 87 Sint-Jans-Molenbeek          | Doba Dora Libeskind (1926–1942)           |
|            | ICI HABITAIT SZIFRA LÉA LIBESKIND NÉE 1924 ARRÊTÉE 27.2.1941 DÉTENUE RIVESALTES DRANCY DÉPORTÉE 9.9.1942 AUSCHWITZ ASSASSINÉE 11.9.1942 | Gentsesteenweg 87 Sint-Jans-Molenbeek          | Szifra Léa Libeskind (1924–1942)          |
|            | ICI HABITAIT CHARLES VERBIST NÉ 1921 RESISTANT ARRÊTÉ 25.2.1943 FUSILLÉ 30.9.1943 TIR NATIONAL                                          | P.J. Demessmaekerstraat 35 Sint-Jans-Molenbeek | Charles Verbist (1921–1943)               |

De Stolpersteine van Sint-Jans-Molenbeek (Molenbeek-Saint-Jean) werden geplaatst op de volgende dagen:
- 26 november 2018: Gentsesteenweg 110, Parelstraat 10, P.J. Demessmaekerstraat 35[49]

## Sint-Joost-ten-Node
In Sint-Joost-ten-Node liggen vier Stolpersteine op trie adressen.
| Afbeelding | Inscriptie | Adres                                                        | Biografie                       |
| ---------- | --- | ------------------------------------------------------------ | ------------------------------- |
|            | ICI HABITAIT BENJAMIN ECKHAUS NÉ 1901 POLOGNE ARRÊTÉ 7.10.1942 DÉTENU MALINES DÉPORTÉ 10.10.1942 AUSCHWITZ ASSASSINÉ | Koning Albert II-laan 27 (vroeger: Marktstraat 130)          | Benjamin Eckhaus (1901-1942/45) |
|            | ICI HABITAIT CELLI GOLDMANN NÉE 1916 ARRÊTÉE 22.1.1943 INTERNÉE MALINES DÉPORTÉE 1942 AUSCHWITZ ASSASSINÉE 21.4.1943 | Koning Albert II-laan 27 (vroeger: Marktstraat 130)          | Celli Goldmann (1916-1943)      |
|            | ICI HABITAIT PAULETTE HEBER NÉE 1929 POLOGNE CACHÉE IZIEU 1943 RESCAPÉE                                              | Cornet de Grezstraat 14                                      | Paulette Heber (1929-)          |
|            | ICI HABITAIT MAURICE REYGAERTS NÉ 1903 RESISTANT ARRETE 16.7.1943 BREENDONK FUSILLE 28.2.1944 TIR NATIONAL           | Place Charles Rogier (devant l'entrée de l'Hôtel Crow Plaza) | Maurice Reygaerts (1903-1944)   |

De Stolpersteine van Sint-Joost-ten-Node (Saint-Josse-Bruxelles) werden geplaatst op de volgende dagen:
- Koning Albert II-laan 27 (vroeger: Marktstraat 130)[84]
  - 3 augustus 2010: Celli Goldmann
  - 20 juli 2011: Benjamin Eckhaus
- 3 november 2015: Cornet de Grezstraat 14[10]
- 10 oktober 2019: Bolwerklaan 21[50]

## Sint-Lambrechts-Woluwe
Er is een Stolperstein in Sint-Lambrechts-Woluwe.
| Afbeelding | Inscriptie                                                                                               | Adres                | Biografie                    |
| ---------- | --- | -------------------- | ---------------------------- |
|            | ICI HABITAIT RICHARD ALTENHOF NÉ 1913 RÉSISTANT ARRÊTÉ 3.7.1943 BREENDONK FUSILEE 30.3.1944 TIR NATIONAL | Terkamerenstraat 138 | Richard Altenhof (1913—1944) |

Het Stolperstein werd gelegd op 11 october 2019.

## Sint-Pieters-Woluwe
In Sint-Pieters-Woluwe liggen 15 Stolpersteine.
| Afbeelding | Inscriptie | Adres                    | Biografie                            |
| ---------- | --- | ------------------------ | ------------------------------------ |
|            | ICI HABITAIT CHAJA-HELENA GANCARSKA NÉE 1925 POLOGNE ARRÊTÉE 12.6.1943 DÉTENUE MALINES DÉPORTÉE 31.7.1943 AUSCHWITZ MARCHE DE LA MORT 1945 LEIPZIG LIBÉRÉE                | André Fauchillestraat 10 | Chaja-Helena Gancarska (1925—)       |
|            | ICI HABITAIT BORIS-MAURICE GURMAN NÉ 1932 ARRÊTÉ 12.6.1943 DÉTENU MALINES DÉPORTÉ 31.7.1943 AUSCHWITZ ASSASSINÉ                                                           | André Fauchillestraat 10 | Boris-Maurice Gurman (1932—1943/45)  |
|            | HIER WOONDE HENRI JUZEFOWICZ GEB. 1927 GEARRESTEERD 12.6.1943 GEÏNTERNEERD MECHELEN GEDEPORTEERD 31.7.1943 VERMOORD AUSCHWITZ                                             | André Fauchillestraat 10 | Henri Juzefowicz (1927—1943/45)      |
|            | HIER WOONDE JOANNA JUZEFOWICZ GEB. 1925 GEARRESTEERD 12.6.1943 GEÏNTERNEERD MECHELEN GEDEPORTEERD 31.7.1943 VERMOORD AUSCHWITZ                                            | André Fauchillestraat 10 | Joanna Juzefowicz (1925—1943/45)     |
|            | ICI HABITAIT ISIDORE KOSSOVER NÉ 1939 ARRÊTÉ 13.6.1943 DÉTENU MALINES DÉPORTÉ 31.7.1943 AUSCHWITZ ASSASSINÉ                                                               | André Fauchillestraat 10 | Isidore Kossover (1939—1943/45)      |
|            | ICI HABITAIT REGINE-RYWKA KOSSOVER NÉE 1928 POLOGNE ARRÊTÉE 12.6.1943 DÉTENUE MALINES DÉPORTÉE 31.7.1943 AUSCHWITZ ASSASSINÉE                                             | André Fauchillestraat 10 | Regine-Rywka Kossover (1928—1943/45) |
|            | ICI HABITAIT BERNARD LIPSZTADT NÉ 1931 ARRÊTÉ 12.6.1943 DÉTENU MALINES HOSPITALISÉ OLV GASTHUIS ÉVADÉ 28.7.1943                                                           | André Fauchillestraat 10 | Bernard Lipsztadt (1931—)            |
|            | ICI HABITAIT ANDRÉE OVART NÉE 1921 RÉSISTANTE ARRÊTÉE 12.6.1943 DÉTENUE SAINT-GILLES RESCAPÉE                                                                             | André Fauchillestraat 10 | Andrée Ovart (1921—)                 |
|            | ICI HABITAIT REMY OVART NÉ 1899 RÉSISTANT ARMÉE SECRÈTE ARRÊTÉ 12.6.1943 DÉTENU SAINT-GILLES DÉPORTÉ 24.3.1944 SACHSENHAUSEN BUCHENWALD ASSASSINÉ AVRIL 1945              | André Fauchillestraat 10 | Remy Ovart (1899—1945)               |
|            | ICI HABITAIT ODILE OVART-HENRI NÉE 1892 RÉSISTANTE ARMÉE SECRÈTE ARRÊTÉE 12.6.1943 DÉTENUE SAINT-GILLES DÉPORTÉE 24.3.1944 RAVENSBRUCK BERGEN-BELSEN ASSASSINÉE 31.3.1945 | André Fauchillestraat 10 | Odile Ovart-Henri (1892—1945)        |
|            | ICI HABITAIT ANNA PATRON NÉE 1928 ARRÊTÉE 12.6.1943 DÉTENUE MALINES DÉPORTÉE 31.7.1943 AUSCHWITZ ASSASSINÉE                                                               | André Fauchillestraat 10 | Anna Patron (1928—1943/45)           |
|            | ICI HABITAIT EMMA PATRON NÉE 1935 ARRÊTÉE 12.6.1943 DÉTENUE MALINES DÉPORTÉE 31.7.1943 AUSCHWITZ ASSASSINÉE                                                               | André Fauchillestraat 10 | Emma Patron (1935—1943/45)           |
|            | ICI HABITAIT INGEBORG STERN NÉE 1927 AUTRICHE ARRÊTÉE 13.6.1943 DÉTENUE MALINES DÉPORTÉE 31.7.1943 AUSCHWITZ ASSASSINÉE                                                   | André Fauchillestraat 10 | Ingeborg Stern (1927—1943/45)        |
|            | HIER WOONDE RACHEL TOMAR GEB. 1930 GEARRESTEERD 12.6.1943 GEÏNTERNEERD MECHELEN GEDEPORTEERD 31.7.1943 VERMOORD AUSCHWITZ                                                 | André Fauchillestraat 10 | Rachel Tomar (1930—1943/45)          |
|            | ICI HABITAIT MARCEL WISZNIA NÉ 1932 ARRÊTÉ 12.6.1943 DÉTENU MALINES DÉPORTÉ 31.7.1943 AUSCHWITZ ASSASSINÉ                                                                 | André Fauchillestraat 10 | Marcel Wisznia (1932—1943/45)        |

De Stolpersteine van Sint-Pieters-Woluwe werden geplaatst op 8 juni 2018, voor Odile Ovart-Henri vier dagen later.

## Ukkel
In Ukkel liggen tien Stolpersteine op negen adressen.
| Afbeelding | Inscriptie | Adres                         | Biografie |
| ---------- | --- | ----------------------------- | --- |
|            | ICI HABITAIT JEAN COPPENS NÉ 1920 RESISTANT ARRÊTÉ 30.4.1943 FUSILLÉ 26.5.1943 TIR NATIONAL                            | Molièrelaan 298 Ukkel         | Jean Coppens (1920–1943) |
|            | ICI HABITAIT JEAN DRUART NÉ 1918 RESISTANT ARRÊTÉ 2.3.1943 FUSILLÉ 12.10.1943 TIR NATIONAL                             | Waterloosesteenweg 722 Ukkel  | Jean Druart (1918–1943) |
|            | ICI HABITAIT LÉON FAJNZNAIDER NÉ 1926 ARRÊTÉ 3.9.1942 INTERNÉ MALINES DÉPORTÉ 1942 AUSCHWITZ ASSASSINÉ                 | Alsembergsesteenweg 712 Ukkel | Leon Fajnznaider (1926–1942/45) |
|            | ICI HABITAIT RENÉ GOBERT NÉ 1894 RESISTANT ARRÊTÉ 11.12.1942 FUSILLÉ 17.9.1943 TIR NATIONAL                            | Waterloosesteenweg 856 Ukkel  | René Gobert (1894–1943) |
|            | ICI HABITAIT ALEXANDRE 'CHOURA' LIVSCHITZ NÉ 1911 RÉSISTANT ARRÊTÉ 26.6.1943 EXÉCUTÉ 10.2.1944 TIR NATIONAL SCHAERBEEK | Brugmannlaan 247 Ukkel        | Choura Livchitz werd in 1911 in München geboren. Hij was leider van een groep gewapende partizanen. Hij werd op 26 juni 1943 samen met zijn broer gearresteerd en op 10 februari 1944 geëxecuteerd op de Nationale Schietbaan.              |
|            | ICI HABITAIT YOURA 'GEORGES' LIVSCHITZ NÉ 1917 RÉSISTANT ARRÊTÉ 26.6.1943 EXÉCUTÉ 17.2.1944 TIR NATIONAL SCHAERBEEK    | Brugmannlaan 247 Ukkel        | Youra Livchitz werd in 1917 geboren. Hij was verzetsstrijder en nam in april 1943 deel aan de overval op het Twintigste treinkonvooi. Hij werd op 26 juni 1943 gearresteerd en op 17 februari 1944 geëxecuteerd op de Nationale Schietbaan. |
|            | ICI HABITAIT MAURICE RASKIN NÉ 1906 RESISTANT ARRÊTÉ 15.4.1943 EXÉCUTÉ 10.5.1943 BREENDONK                             | Boetendaelstraat 37 Ukkel     | Maurice Raskin (1906–1943) |
|            | ICI HABITAIT ROBERT ROBERTS-JONES NÉ 1893 RESISTANT ARRÊTÉ 25.3.1943 FUSILLÉ 20.10.1943 TIR NATIONAL                   | Roberts Jonesstraat 66 Ukkel  | Robert Roberts-Jones (1893–1943) |
|            | ICI HABITAIT JEAN-BAPTISTE SLEGERS NÉ 1900 RESISTANT ARRÊTÉ 28.9.1942 FUSILLÉ 15.5.1943 TIR NATIONAL                   | Coghenlaan 72 Ukkel           | Jean-Baptiste Slegers (1900–1943) |
|            | ICI HABITAIT MARCEL VERHAMME NÉ 1907 RESISTANT ARRÊTÉ 28.7.1943 FUSILLÉ 16.11.1943 TIR NATIONAL                        | Ruststraat 70 Ukkel           | Marcel Verhamme (1907–1943) |

De Stolpersteine van Uccle werden geplaatst op de volgende dagen:
- 3 augustus 2010: Alsembergsesteenweg 712
- 23 oktober 2013: Brugmannlaan 247[87]
- 27 november 2018: Boetendaelstraat 37, Ruststraat 70, Waterloosesteenweg 722 en 856[49]
- 11 oktober 2019: Molièrelaan 298, Roberts Jonesstraat 66[50]

## Vorst
In Vorst liggen acht Stolpersteine op zes adressen.
| Afbeelding | Inscriptie | Adres                  | Biografie |
| ---------- | --- | ---------------------- | --- |
|            | ICI HABITAIT LÉON BAR (BAUDOUIN) NÉ 1919 RESISTANT ARRÊTÉ 21.8.1943 FUSILLÉ 10.2.1944 TIR NATIONAL                                                          | A. Bertrandlaan 25     | Léon Bar (Baudouin) (1919-1944) |
|            | ICI HABITAIT BALCIA BRANICKA NÉE 1924 POLOGNE ARRÊTÉE 20.3.1944 DÉTENUE MALINES DÉPORTÉE 4.4.1944 AUSCHWITZ ASSASSINÉE                                      | Rodenbachstraat 73     | Balcia Berthe Branicka werd geboren te Przedbórz (Końskie) op 23 september 1924. Zij werd gearresteerd op 20 maart 1944 en overgebracht naar Kazerne Dossin. Ze werd op 4 april 1944 gedeporteerd. Zij was een van de 625 personen die deel uitmaakten van Konvooi XXIV. Zij werd in Auschwitz vermoord.                                                                                     |
|            | ICI HABITAIT RENÉ BREMS NÉ 1921 RESISTANT ARRÊTÉ 5.11.1943 FUSILLÉ 17.2.1944 TIR NATIONAL                                                                   | Zamanlaan 7            | René Brems (1921-1944) |
|            | ICI HABITAIT CERLA U. BUKOWSKA- BRANICKA NÉE 1891 POLOGNE ARRÊTEE 20.3.1944 DÉTENUE MALINES DÉPORTÉE 4.4.1944 AUSCHWITZ ASSASSINÉE 7.4.1944                 | Rodenbachstraat 73     | Cerla U. Bukowska-Branicki werd geboren in Polen in 1891. Zij werd gearresteerd op 20 maart 1944 en overgebracht naar Kazerne Dossin. Ze werd op 4 april 1944 gedeporteerd. Zij was een van de 625 personen die deel uitmaakten van Konvooi XXIV. Zij werd in Auschwitz vermoord. |
|            | ICI HABITAIT LOUIS HEYLIGERS NÉ 1878 RÉSISTANT ARRÊTÉ 12.7.1943 TORTURÉ/DÉTENU PRISON SAINT-GILLES DÉPORTÉ 1944 EBRACH FLOSSENBÜRG 1945 ASSASSINÉ 12.2.1945 | Rodenbachstraat 73     | Louis Heyligers (1878-1945) |
|            | ICI HABITAIT SZMUL (SAMUEL) POTASZNIK NE 1909 POLOGNE RESISTANT ARRETE 17.2.1943 FUSILLE 9.9.1943 TIR NATIONAL                                              | Keerkringenlaan 11     | Szmul Potasznik, ook Samuel (Kielce, 5 april 1909 - 9 september 1943) was tijdens de oorlog betrokken bij de ondergrondse pers, nam deel aan sabotageacties en transporteerde wapens en explosieven. Hij werd op 16 februari 1943 in Brussel gearresteerd. Aanvankelijk werd hij veroordeeld tot 10 jaar dwangarbeid, maar op 9 september 1943 werd hij gefusilleerd.                        |
|            | ICI HABITAIT MARCEL VERRALEWECK NÉ 1901 RÉSISTANT ARRÊTÉ 22.4.1943 FUSILLÉ 30.9.1943 TIR NATIONAL                                                           | van den Corputstraat 4 | Marcel Verraleweck (1901-1943) |
|            | ICI HABITAIT EDMOND VAN WEZEMAEL NÉ 1920 RESISTANT ARRÊTÉ 29.10.1943 BREENDONK FUSILLÉ 30.11.1943 TIR NATIONAL                                              | Brusselsesteenweg 16   | Edmond van Wezemael (Vorst, 21 april 1920 - Breendonk, 30 november 1943) was lid van de Nationale Koninklijke Beweging. Hij werd op 29 oktober 1943 op het De Brouckèreplein gearresteerd door de Gestapo. Hij verbleef tot 10 november 1943 in de Gevangenis van Sint-Gillis en werd nadien naar Breendonk overgebracht. Hij werd ter dood veroordeeld en op 30 november 1943 gefusilleerd. |

De Stolpersteine van Vorste werden geplaatst op de volgende dagen:
- 8 mei 2015: Rodenbachstraat 73[92]
- 3 november 2015: Rodenbachstraat 73 (Louis Heyligers), opnieuw op 29 november 2018[10][49]
- 29 november 2018: A. Bertrandlaan 25, van den Corputstraat 4, Zamanlaan 7[49]
- 11 november 2019: Brusselsesteenweg 16, Keerkringenlaan 11[50]

## Watermaal-Bosvoorde
Er is een Stolperstein in Watermaal-Bosvoorde.
| Afbeelding | Inscriptie | Adres       | Biografie                     |
| ---------- | --- | ----------- | ----------------------------- |
|            | ICI HABITAIT GUERSCH KOUTCHOUK NÉ 1905 RUSSIE ARRÊTÉ 22.7.1941 DÉTENU BREENDONCK MALINES 26.9.1942 DÉPORTÉ 10.10.1942 COSEL, SILESIE ASSASSINÉ | Visélaan 80 | Guersch Koutchouk (1920–1943) |

Het Stolperstein werd gelegd op 4 februari 2017.
Stolpersteine in het Brussels Hoofdstedelijk Gewest

Anderlecht ·
Brussel Stad ·
Elsene ·
Etterbeek ·
Evere ·
Jette ·
Koekelberg ·
Oudergem ·
Schaarbeek ·
Sint-Agatha-Berchem ·
Sint-Gillis ·
Sint-Jans-Molenbeek ·
Sint-Joost-ten-Node ·
Sint-Lambrechts-Woluwe ·
Sint-Pieters-Woluwe ·
Ukkel ·
Vorst ·
Watermaal-Bosvoorde
Stolpersteine in Vlaanderen

Antwerpen ·
Beverlo ·
Brugge ·
Dendermonde ·
Gent ·
Herentals ·
Kortrijk ·
Leuven ·
Menen ·
Mol ·
Nieuwpoort ·
Sint-Niklaas ·
Sint-Truiden ·
Wichelen
Stolpersteine in Wallonië

Aarlen ·
Beaumont ·
Bergen ·
Charleroi ·
Eupen ·
Lontzen ·
Luik ·
Manage ·
Namen ·
Pepinster ·
Sambreville ·
Verviers